# Kreis Dithmarschen

Das Logo des Kreises Dithmarschen

Der Kreis Dithmarschen [ˈdɪtmaʁʃən; niederdeutsch: ˈdɪtmaːʃn̩] (in älteren Dokumenten: Dithmarsen oder latinisiert Dithmarsia/Dithmarcia; dänisch: Ditmarsken; veraltet / englisch: Ditmarsh) ist ein Landkreis im Westen von Schleswig-Holstein zwischen Steinburg und Nordfriesland. Das Kreisgebiet wird begrenzt durch Nordsee, Eider und Elbe sowie – grob gesehen – den Nord-Ostsee-Kanal. Es ist weitgehend identisch mit der historischen Region Dithmarschen, die im Mittelalter zeitweise eine quasi-unabhängige Bauernrepublik war. Der Kreis Dithmarschen ist Teil der Metropolregion Hamburg.
In der Vergangenheit wurde Dithmarschen vor allem von der Landwirtschaft und dem Kohlanbau geprägt, in den letzten 100 Jahren kamen Erdölförderung, Fremdenverkehr und Windenergieanlagen hinzu. Am Elbehafen Brunsbüttel befindet sich ein bedeutendes Industriegebiet.

## Geographie

### Lage
Der Kreis liegt im Landesteil Holstein an der Nordsee. Im Norden grenzt er an die Kreise Nordfriesland und Schleswig-Flensburg, im Osten an Rendsburg-Eckernförde und im Südosten an Steinburg. Die Kreisgrenze folgt im Südosten und Osten ungefähr dem Nord-Ostsee-Kanal. Dabei liegen einige Teile Dithmarscher Gebiets südöstlich bzw. einige Teile Steinburger und Rendsburger Gebiets nordwestlich des Kanals, da die Kreisgrenze noch heute identisch mit den Grenzen aus der Zeit Karls des Großen ist.
Größere Städte in der Nähe sind Hamburg und Itzehoe im Südosten, Husum im Norden sowie Kiel und Rendsburg im Osten. Da in Schleswig-Holstein die Verkehrsinfrastruktur in Nord-Süd-Richtung wesentlich besser ausgebaut ist als in Ost-West-Richtung, orientiert sich der Kreis überwiegend nach Hamburg. Das gesamte Kreisgebiet gehört zur Metropolregion Hamburg.
Das Kreisgebiet ist in seiner größten Nord-Süd-Ausdehnung 54 Kilometer breit, in Ost-West-Richtung 41 Kilometer. Auf der Geest, in der Gemeinde Schrum, liegt mit 78,81 m ü. NN im Flurstück „Karghöde“ die höchste Erhebung des Kreises. Höchster Punkt mit über 200 m ü. NN ist die Spitze des Senders „Heide“ (DVB-T Sendemast) für die Westküste (bis Helgoland) in Welmbüttel. Die REpower 5M-Windenergieanlage in Brunsbüttel reicht mit einer Turmhöhe von 120 Metern und einer Rotorblattlänge von 61,5 Metern für Bruchteile von Sekunden addiert auf 181,5 Metern plus Standhöhe, jedoch nicht an das höchste Bauwerk in Dithmarschen heran.
Der niedrigste Punkt, mit einem halben Meter unter NN, liegt in der Burger-Au-Niederung.
Die Mitte Dithmarschens liegt in der Gemeinde Epenwöhrden bei N54° 7' 37.92", E9° 6' 45.54". Am Mittelpunkt Dithmarschens wurde am 4. Mai 2011 ein Klimabaum (Stieleiche) von der Stiftung Klimawald und den Bürgern von Epenwöhrden gepflanzt.
Helgoland gehörte bis zum 30. September 1922 zu Dithmarschen (zu dem damaligen Kreis Süderdithmarschen).

### Entstehung und Gliederung

#### Entstehung

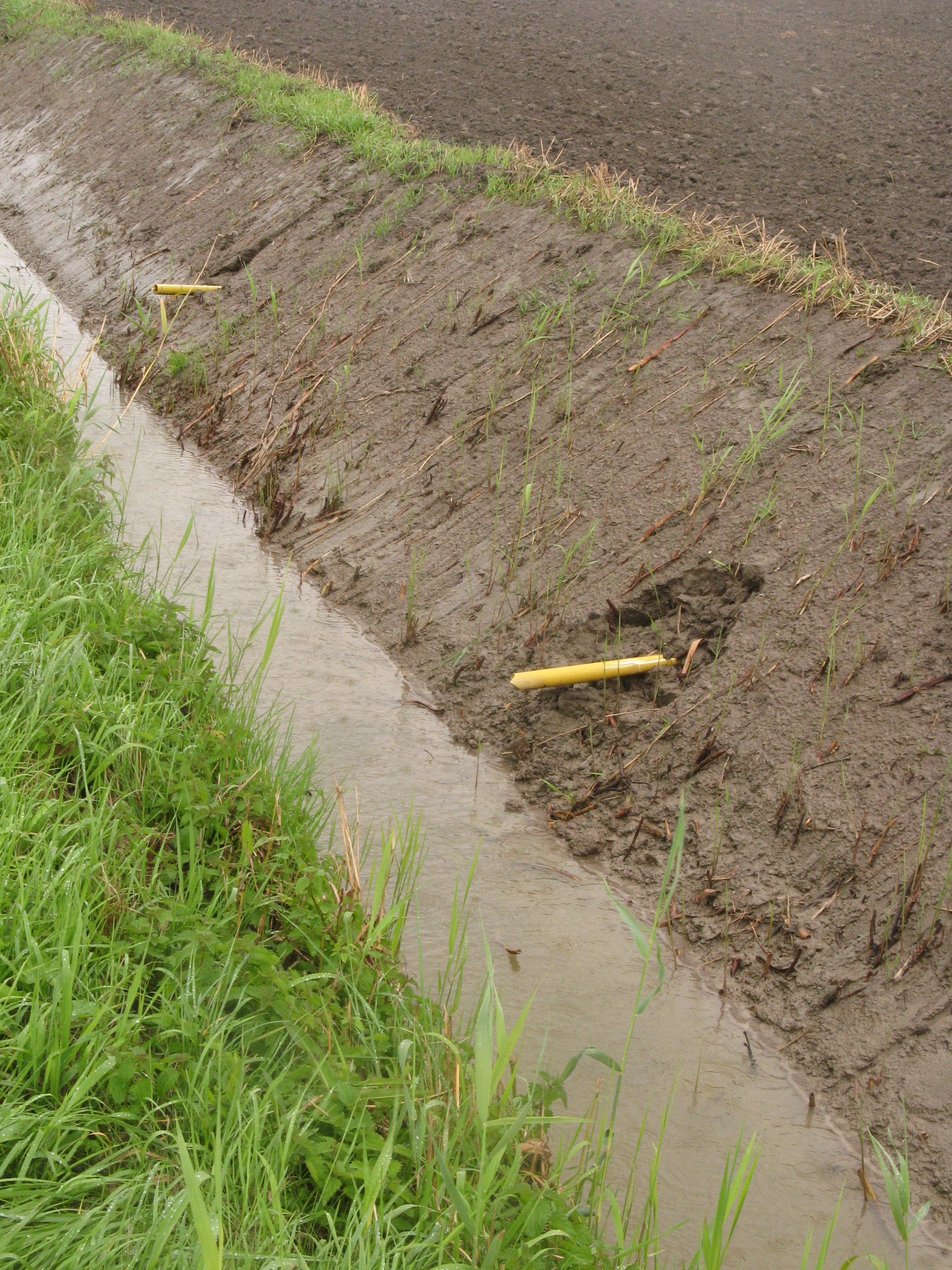
In den Marschgebieten ist Entwässerung notwendig. Hier ein frisch gereinigter Kanal mit neu verlegten Rohren. Die Rohre, die das Feld entwässern, sind noch erkennbar.

Das Kreisgebiet besteht von West nach Ost aus dem Wattenmeer, Marschgebieten, Moor und aus Geest. Der Kreis verdankt seine landschaftliche Beschaffenheit seiner Lage zur Nordseeküste. Vor 6500 Jahren war die Nordsee erheblich höher als heute. Die Küstenlinie verlief entlang der Geestkerne. Seit etwa 4500 Jahren bildete sich eine Ausgleichsküste aus. Die Geestkerne wurden durch Nehrungen aus Sand und Kies verbunden. Dahinter liegende Täler und flache Ebenen wurden nicht mehr vom Meer bedeckt, Moore, Seen und Schilfsümpfe bildeten sich. Seit etwa 3500 Jahren begannen sich die Marschen zu bilden. Auf tidebedingten Ablagerungen siedelten erste Pflanzen (Queller), das Land verwandelte sich zu Salzwiesen und später Marschen. Dithmarschen profitiert dabei derzeit von den Strömungsverhältnissen der Nordsee. Hier treffen zwei Sediment tragende Strömungen aufeinander: eine, die aus einem Gebiet östlich der Straße von Dover Sedimente über die Niederlande und Ostfriesland nach Dithmarschen trägt, und eine andere, die ihren Ursprung im Seegebiet nördlich vom südlichen Dänemark hat. Während das benachbarte Nordfriesland Land verliert, wächst Dithmarschen durch Ablagerung und Eindeichung.
Die Marschen bildeten sich hier später als im benachbarten Nordfriesland und liegen etwas höher. Sie sind deshalb besser zum Ackerbau geeignet. Der intensive Gemüseanbau erreicht landesweite Höchsterträge. Seit ungefähr 500 Jahren wird durch den Menschen eine geplante Landgewinnung betrieben, welche die Landfläche erheblich ausweitete. Seit dem 12. Jahrhundert gibt es planmäßigen Deichbau an der Küste. Vorher lebten die Menschen auf erhöhten Wurten – künstliche Hügel aus Mist oder später Klei, die mit Kiessoden abgedeckt wurden. In älteren Marschsiedlungen wie Wesselburen oder Wöhrden lassen sich diese Wurten noch im Ortsgebiet erkennen. Andere wie bei Tiebensee oder Süderbusenwurth wurden bald wieder verlassen und sind so in der Landschaft sichtbar.

#### Watt, Vorland, Küstenschutz

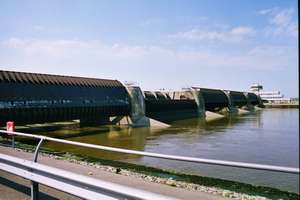
Eidersperrwerk (Landseite)

Das Wattenmeer vor Dithmarschen ist durch vergleichsweise hohe Gezeitenunterschiede von über 3,2 Meter gekennzeichnet. So konnte sich anders als in Nordfriesland keine stabile Barrierekette aus Inseln und Hochsanden vor der Küste bilden, sondern es entstand ein wesentlich dynamischeres System. Der Hochsand Blauort und die Insel Trischen bewegen sich durch Erosion und Wiederanspülung über 30 Meter pro Jahr auf die Küste zu und verlieren dabei beträchtlich an Größe; dabei steht zu vermuten, dass sich an ihrem Ausgangspunkt neue Sände und Inseln bilden werden. Das dominierende Prielsystem vor der Dithmarscher Küste ist der Piep, der an der Wattgrenze beginnt und sich bis an den Speicherkoog fortsetzt.
Nach Untersuchungen des Forschungszentrums Westküste aus dem Jahr 2000 leben in Dithmarschen 42.000 Einwohner in sturmflutgefährdeten Gebieten bis zu einer Höhe von 10 m ü. NN, davon 38.000 in stark gefährdeten Gebieten bis 5 m ü. NN. In dieser Fläche von knapp 800 Quadratkilometer Größe finden sich gefährdete Vermögenswerte von etwa 4 Milliarden Euro. Sie konzentrieren sich dabei auf die küstennahen Siedlungskerne wie Büsum, Brunsbüttel oder Meldorf.
Dem Küstenschutz dienen in der ersten Deichlinie 82 Kilometer Seedeiche und 40 Kilometer Elbdeiche. Die Deichlinie wurde mit dem Bau des Eidersperrwerks signifikant verkürzt. Nach den Erfahrungen mit der Sturmflut von 1962 sollte dies die Instandhaltung der Deiche erleichtern und die Gefahr eines Deichbruchs verringern. Die zweite Deichlinie besteht vor allem aus ehemaligen Küstendeichen, die durch Landgewinnung oder Verkürzung der Küstenlinie nicht mehr direkt an den gefährdeten Stellen, sondern im Hinterland liegen. Sie dienen sowohl als zusätzlicher Schutz bei eventuellen Deichbrüchen als auch als Transport- oder Fluchtweg.

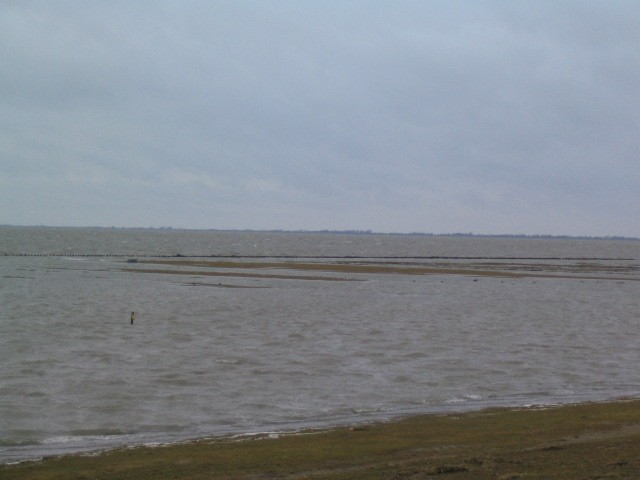
Hochwasser überspült das Deichvorland

Im Kreis befinden sich in der zweiten Deichlinie 92 Kilometer See- und 29 Kilometer Eiderdeiche. Sie werden auch als Schlafdeiche bezeichnet. Im Gegensatz zum Nachbarkreis Nordfriesland gibt es vor der Dithmarscher Küste keine Inseln, die sie gegen die Gewalt des Meeres schützen könnten. Andererseits liegt die Dithmarscher Marsch im Schnitt einige Meter über Null – nach einem Deichbruch würde von einer normal hohen Flut keine Gefahr ausgehen. Es zeigt sich, dass sich in Dithmarschen in den letzten Jahrzehnten eine natürliche Verlandung vollzieht.

#### Marsch

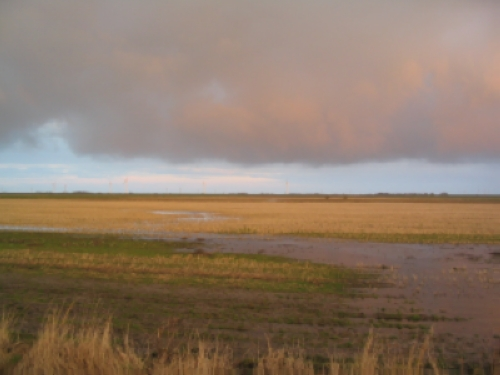
Westerkoog, typische Marschlandschaft

Fast die Hälfte des Kreisgebiets wurde durch Landgewinnung aus der Nordsee gewonnen. Dabei wurde einerseits neues Land aus dem Wattenmeer geschaffen. Andererseits wurden ehemalige Inseln wie Busen (heute: Büsum) oder Helmsand mit dem Land verbunden. Von den 57.000 Hektar Marschland im Kreisgebiet wurden 42.000 Hektar erst in den letzten fünfhundert Jahren gewonnen. Die alte Küstenlinie folgte etwa einer Linie zwischen Marne und Wesselburen. Letztes eingedeichtes Land war der bei Meldorf liegende Speicherkoog, dessen Eindeichung 1979 vollendet wurde.
Köge, Deiche und Entwässerungskanäle sind landschaftsprägend. Der Marschboden besteht vor allem aus jüngerer Marsch, die sehr fruchtbar ist (Ackerzahl 50–70). In der Landschaft finden sich zahlreiche kleinere und größere Gewässersysteme, die das Süßwasser des Binnenlandes sowie bei Ebbe das aufgelaufene Meerwasser und das rückgestaute Süßwasser der Geest in die Nordsee leiten. Die Entwässerung geschah ursprünglich fast im gesamten Marschgebiet auf natürliche Weise. Da das Vorland jedoch immer weiter in das Wattenmeer wächst (besonders vor Hedwigenkoog und Friedrichskoog), neue Eindeichungen jedoch politisch unmöglich erscheinen, mussten die meisten Freiläufe durch energie- und wartungsaufwändige Pumpen ersetzt werden.

#### Geest
Die Geest bildete vor 4000 Jahren noch die Küstenlinie. An einigen Stellen wie dem Barlter Kleve („Kliff“) bei Gudendorf mit einem Abfall von 20 Meter, am Klev von Sankt Michaelisdonn (40 Meter Abfall) sowie zwischen Kuden und Burg sind noch die ursprünglichen Kliffs erkennbar, die sich durch die Brandung bildeten. Teilweise wurden lange Nehrungen in das Meer gerissen, die in Dithmarschen so genannten Donns, die heute für Geestspitzen in der Marsch sorgen.
Das Geestgebiet teilt sich in Naturräume auf: Der größte Teil gehört zur Heide-Itzehoer Geest, die Geestgebiete im äußersten Nordosten des Kreises grenzen an die Eider-Treene-Niederung.
Dank mehrerer Endmoränen ist es im Osten so hügelig, dass die Gegend um Welmbüttel den Namen Dithmarscher Schweiz trägt.
Ursprünglich bestand das Geestgebiet aus großen Eichenwäldern, Eichen-Buchen-Mischwäldern oder Nadelwäldern. Von diesen sind noch der Riesewohld und der Aukrug weitgehend erhalten. Die größten Teile der Wälder fielen der Landwirtschaft zum Opfer, verwandelten sich in Heidegebiete und wurden erst im 19. Jahrhundert wieder aufgeforstet (Gegend um Burg, Weddingstedt, Welmbüttel und Albersdorf). Wegen der großen Marsch- und Mooranteile ist der Kreis Dithmarschen mit nur 3 Prozent Waldfläche einer der am wenigsten bewaldeten Kreise Deutschlands. Die restlichen Heiden wurden ebenso wie die meisten Moore überwiegend in Grünland umgewandelt. Moore, Heiden und Niederwälder finden sich fast nur noch in Naturschutzgebieten.

#### Verwaltungsmäßige Gliederung
Von 1867 bis 1919 bestand Dithmarschen aus zwei Kreisen Süderdithmarschen und Norderdithmarschen. 1919 wurden die beiden Kreise zusammengelegt, was bis 1932 Bestand hatte. Gegen Anfang der 1930er Jahre beabsichtigte das Land Preussen den Kreis wieder zu teilen. 1932 wurde das gegen großen Protest in der Bevölkerung durchgeführt. Die Nazis schlugen sich auf die Seite der Gegner der Zusammenlegung und sammelten so Stimmen für den Wahlkampf gegen die Weimarer Republik. Nach der Machtergreifung macht der preußische Ministerpräsident Hermann Göring im Oktober die Teilung wieder zunichte. Nach dem Ende des Nationalsozialismus wurden wieder zwei Kreise eingerichtet. Im Zuge einer Schleswig-Holsteinischen Verwaltungsreform wurden beide Kreise 1970 wieder zusammengelegt.

### Klima

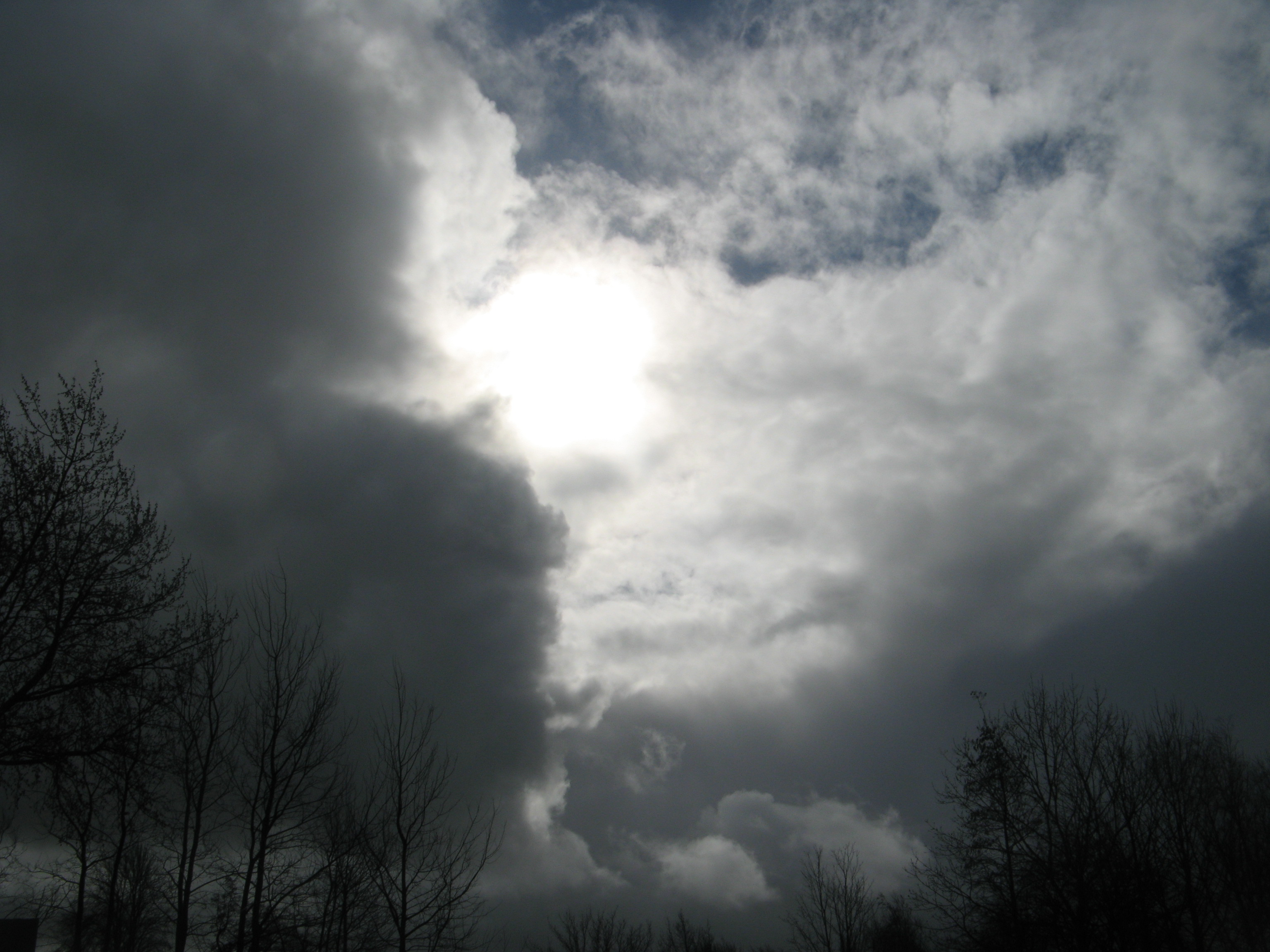
Wintersturm über Dithmarschen

Das Klima Dithmarschens ist durch seine Lage direkt an der Nordsee gekennzeichnet. Es herrscht ein atlantisches Klima mit milden Wintern und Sommern. Die Regenmenge ist im August und Oktober am größten (rund 80 mm im Monat), im Februar bis Juni am geringsten (um 40 mm). Die Marsch unterscheidet sich von der Geest dadurch, dass der erste Frost meist nicht vor Ende Oktober, der letzte Frost nicht nach Mitte April eintritt.
Im langjährigen Schnitt herrschen in Dithmarschen an 273 Tagen im Jahr Windstärken über vier, an acht Tagen Sturm mit Orkanböen. Bedingt durch den Wind erfolgen oft schnelle Wetterwechsel, wobei direkt von der Nordsee kommende West-Wetterlagen vorherrschend sind.

### Fauna und Flora

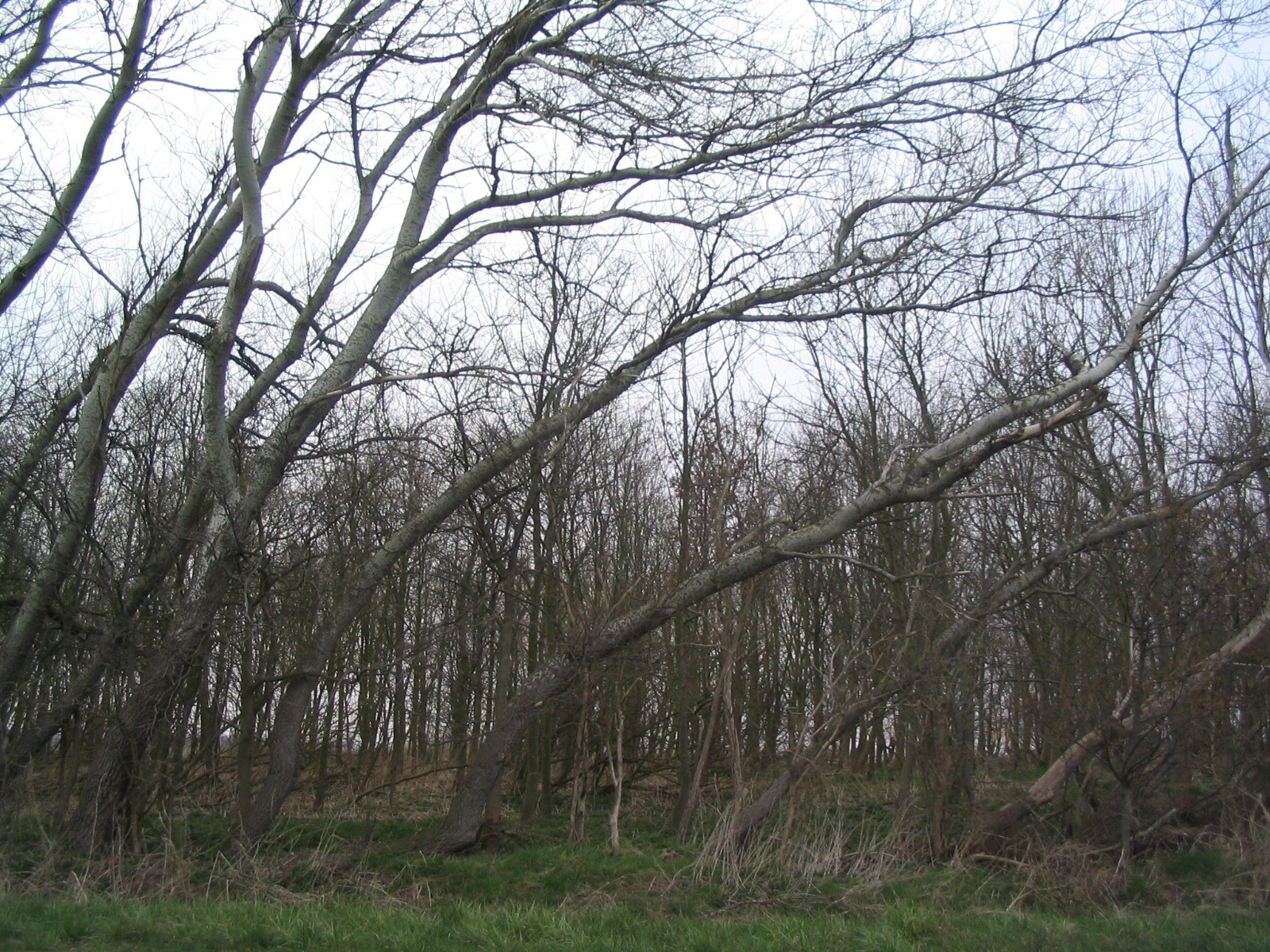
Der Wind beeinflusst das Pflanzenwachstum

Während die Geest-Gebiete bewaldet sind, gibt es Bäume in den Marschgebieten nur als Windschutz in der Nähe von Häusern oder befestigten Ortschaften, als Straßen- oder Obstbäume.
In Dithmarschen befinden sich verschiedene Moore. Eine Sonderstellung nimmt dabei das Weiße Moor bei Heide ein; es ist das einzige noch relativ gut erhaltene Hochmoor in der schleswig-holsteinischen Marsch.

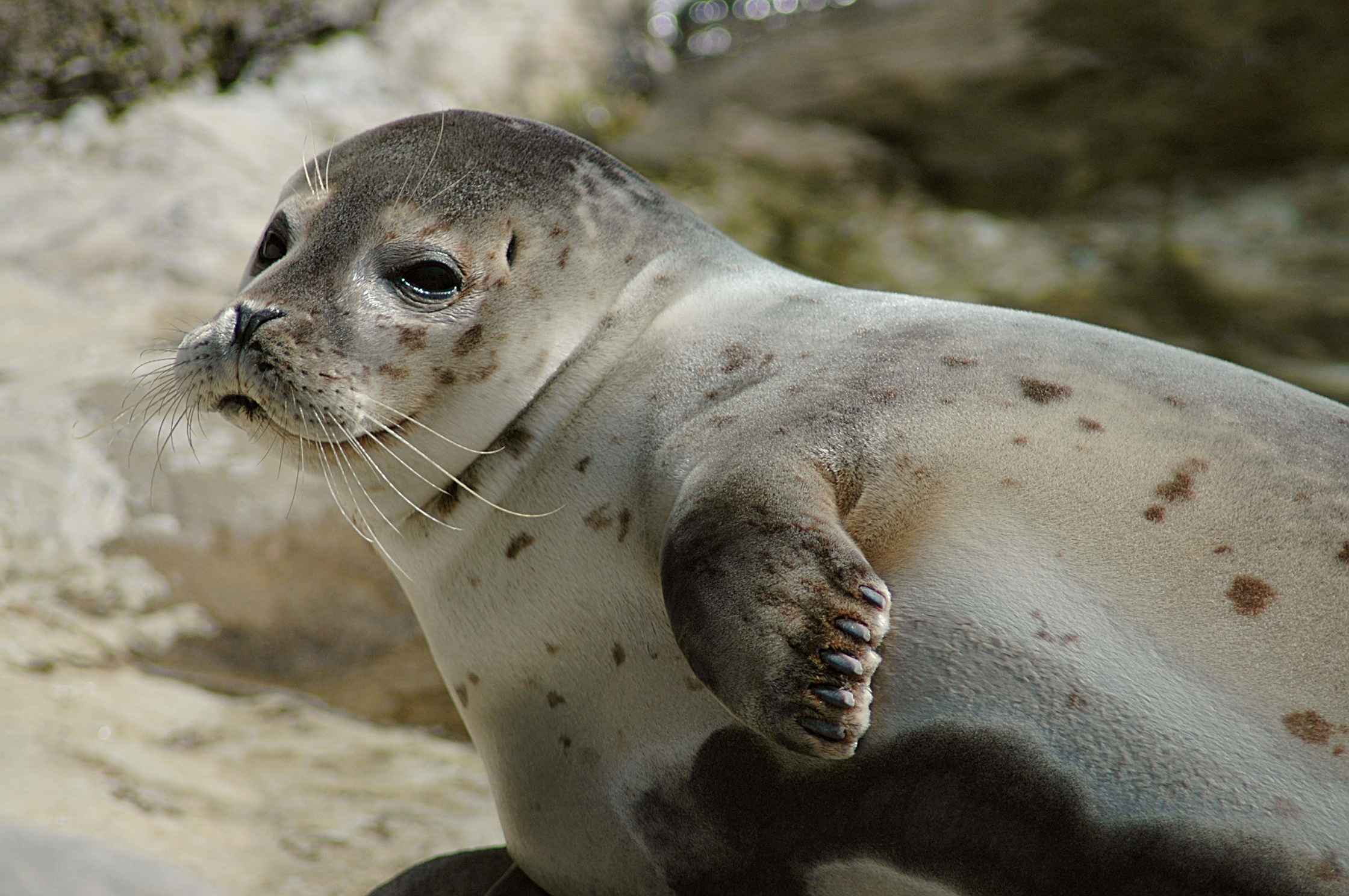
Seehund auf Sandbank

Der Nationalpark Schleswig-Holsteinisches Wattenmeer liegt teilweise in Dithmarschen. In dieser Region handelt es sich fast ausschließlich um Sandwatt. Das Watt bietet ökologisch den wichtigsten Lebensraum des Kreises. Hier leben sehr viele Muscheln, Schnecken, Würmer und Krebse, welche die Nahrungsgrundlage anderer Tiere sind. Es dient so als „Kinderstube“ zahlreicher Fischarten, die hier im geschützten Bereich ihren Nachwuchs großziehen. Ebenso ist sie Heimat einer artenreichen Vogelwelt, die im Herbst und Winter durch zahlreiche Zugvögel ergänzt wird. Teilweise überwintern sie hier, teilweise nutzen sie es als nahrungsreichen Rastplatz. Zu den typischen Vogelarten gehören Alpenstrandläufer, Knutt, Pfuhlschnepfen, Kiebitze, Regenpfeifer, Austernfischer sowie zahlreiche Enten- und Möwenarten, Seeschwalben, Brandseeschwalben, Säbelschnäbler, Ringelgänse und Nonnengänse (Weißwangengänse). Allein von den Brandgänsen kommen im August etwa 200.000 Exemplare. Die Vögel werfen hier ihre Federn ab und sind damit etwa 3 Wochen lang flugunfähig. Es handelt sich dabei fast um den gesamten Bestand der Art in Nordwesteuropa. Die größten Salzwiesengebiete liegen vor Friedrichskoog und in der Neufelder Bucht.

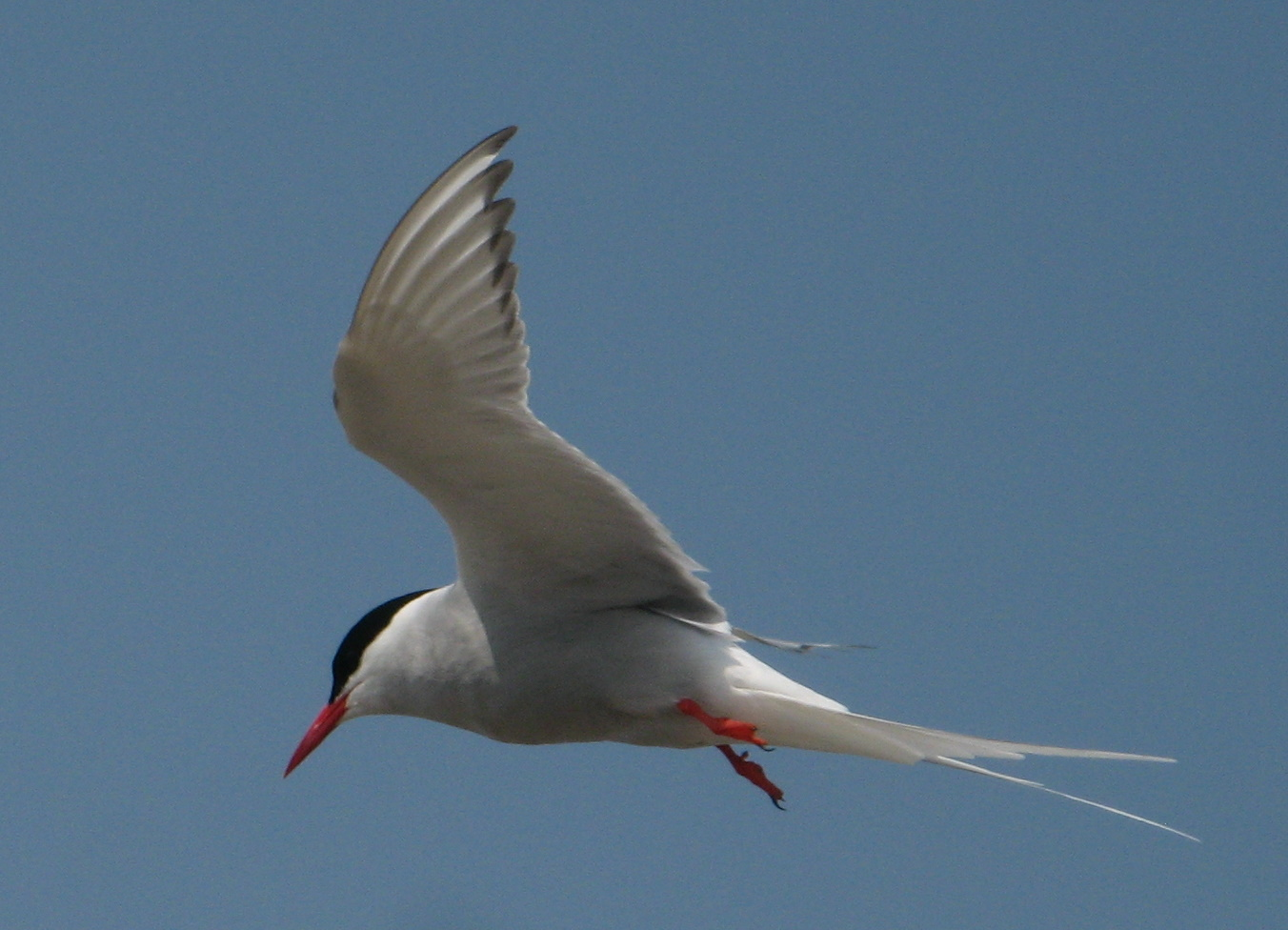
Küstenseeschwalbe über dem Eidersperrwerk

Im Watt befinden sich die Insel Trischen, die Sandbank Tertius (ein früherer Hochsand) und der Hochsand Blauort. Diese zählen zu den einzigen weitgehend naturbelassenen Lebensräumen an der Küste und sind von großer Bedeutung für Seevögel und Seehunde. Die Flachzonen sind den Meeresströmungen ausgesetzt und verändern fortwährend ihre Gestalt; generell ziehen sie dabei nach Osten auf die Küste zu. In den 1930er Jahren gab es einen Versuch, Trischen einzudeichen und landwirtschaftlich nutzbar zu machen, jedoch hielt die Bedeichung der See und den Strömungen nicht stand. Heute gehören die Sande zum Nationalpark und sind der menschlichen Nutzung per Gesetz entzogen.
Die teilweise zum Kreis gehörende Eider-Treene-Niederung beherbergt eine der größten binnenländischen Ansammlungen von Wiesenvögeln.

### Naturschutzgebiete
Neben dem Nationalpark Wattenmeer wurden in Dithmarschen 13 Gebiete als Naturschutzgebiete ausgewiesen (Stand Februar 2017). Es handelt sich dabei um vier (mittlerweile) binnenländische Watt- und Marschlandschaften (Speicherkoog/Kronenloch, Speicherkoog/Wöhrdener Loch, Dithmarscher Eiderwatt und Delver Koog), drei Seen oder verlandete Seen (Kudensee, Ehemaliger Fieler See, Ehemaliger Fuhlensee), vier Moore (Fieler Moor, Weißes Moor, Dellstedter Birkwildmoor, Wittmoor) und das Geestkliff Kleve bei Sankt Michaelisdonn.

## Geschichte

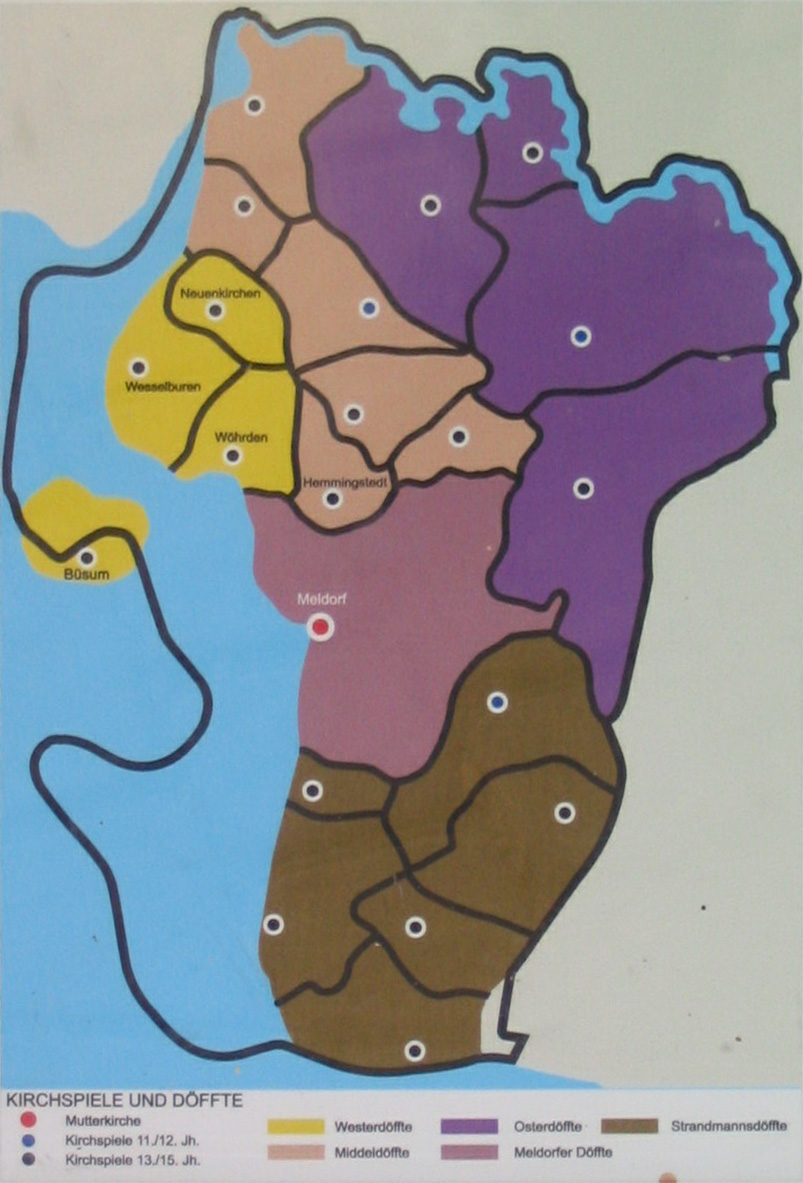
Die Dithmarscher Urkirchspiele. In Schwarz: die heutige Küstenlinie

Erstmals erwähnt wird Dithmarschen im 9. Jahrhundert. Thiatmaresgaho gehörte zu den drei sächsischen Gauen nördlich der Elbe, die Karl der Große in das Fränkische Reich eingegliedert hatte. Nach der Schlacht bei Bornhöved 1227 fiel Dithmarschen an das Erzbistum Bremen, dessen Einfluss auf das Land jedoch gering blieb. Von 1227 bis 1559 war es eine nahezu eigenständige Bauernrepublik im Bilde der Plutokratie, in der aus den „dithmarscher Wappengeschlechter“, um 1448, mit dem Rat der Achtundvierziger eine eigenständige Regierung gebildet wurde. Die Grafen von Holstein und Herzöge von Schleswig versuchten mehrfach, das reiche Bauernland zu erobern, mussten jedoch mehrere militärische Niederlagen hinnehmen. Zu bedeutenden Siegen der Dithmarscher kam es 1288 („Hasenkrieg“), 1319 (Schlacht von Wöhrden), 1403/04 (Schlacht in der Süderhamme) und 1500 (Schlacht bei Hemmingstedt). Erst in der Letzten Fehde 1559 wurde das Heer von einer vereinigten Streitmacht unter Johann Rantzau geschlagen. Das Land wurde unter den Siegern, Herzog Adolf I. von Schleswig-Holstein-Gottorf, dem dänischen König Friedrich II. und Herzog Johann II. von Schleswig-Holstein-Hadersleben aufgeteilt.
Dithmarschen war im deutschsprachigen Europa bis zur frühen Neuzeit neben der Schweiz die einzige Republik. Die Kirchspiele fungierten hier ähnlich wie die Schweizer Kantone. Ein Forschungsprojekt der Universität Kiel drückt es so aus:
[…] aus Dithmarschen zu sein steht jedoch für eine gewisse Eigenart der Bewohner, eine spezielle Eigenständigkeit...sicherlich für ein besonders ausgeprägtes Selbstbewußtsein. Ein Selbstbewußtsein, das in der Dithmarscher Geschichte wurzelt, die in Dithmarschen wahrlich prägend ist.
Der Historiker Robert Heinrich Chalybäus formulierte im 19. Jahrhundert: „Ditmarsen, dat schölen Buren sin? Et mögen wohl wesen Heren.“
Die Reformation erreichte Dithmarschen erst nach dem gewaltsamen Tode Heinrich von Zütphens am 10. Dezember 1524 (Ermordung in Heide). Die reformatorische Lehren wurden zuerst im Meldorfer Dom gepredigt. Ab 1532 verbot der Rat der 48er bei Strafe für Leib und Leben das Festhalten am alten Glauben.
Nachdem es seine Unabhängigkeit endgültig 1559 verloren hatte, wurde Dithmarschen in drei Teile (Neocorus, Bd. II Seite 268) aufgeteilt. Der mittlere Teil rund um Heide wurde nach dem Tode des Fürsten Johann 1581 den Teilen Norderdithmarschen und Süderdithmarschen zugeteilt. 1773 waren beide Dithmarschen unter einer dänischen Führung.
Die Region behielt eine hohe Eigenständigkeit und relative Selbstständigkeit. Das 1567 reformierte Dithmarscher Landrecht blieb über 300 Jahre in Kraft. In den folgenden Zeiten erlebte die Gegend einen wirtschaftlichen Aufschwung. Zahlreiches Land wurde neu gewonnen. So wurde 1585 die Insel Busen, die heutige Gemeinde Büsum, mit dem Festland verbunden.
Nach Verwüstungen durch Sturmfluten und inneren Streitigkeiten am beginnenden 18. Jahrhundert erholte sich die Region anschließend wieder. Der dänische König reformierte die durch häufige Kriege zerstörte Landschaft durch Aufteilung der Meente (Allgemeinbesitz), Verkoppelung der Einzelhöfe und die Anlage von Knicks und strukturierte das ländliche Wegenetz neu. Zahlreiche Bauten aus der Zeit zeugen vom relativen Wohlstand der Region. Erst durch die Napoleonischen Kriege und insbesondere den Kosakenwinter von 1813/1814 litt Dithmarschen.
Mit der Eingliederung der Provinz Schleswig-Holstein und Dithmarschen in Preußen 1867 verlor das Land seine Sonderrechte. Der Bau des Nord-Ostsee-Kanals und der Beginn des Kohlanbaus in der Region sorgten für eine Prosperität, die bis heute anhält.
Dithmarschen war eine frühe Hochburg des Nationalsozialismus. Eine antirepublikanische und gegen die Moderne gerichtete Grundstimmung führte dazu, dass die Blut-und-Boden-Ideologie der Nationalsozialisten in Dithmarschen auf fruchtbaren Boden fiel und die NSDAP bei der Reichstagswahl 1928 schon 18 Prozent erzielte. Bei der Reichstagswahl 1930 waren es bereits 50 Prozent, und 1932/33 holte die NSDAP über 60 Prozent der Stimmen.
| Wahl      | Norderdithmarschen | Süderdithmarschen | Schleswig-Holstein | Deutsches Reich |
| --------- | ------------------ | ----------------- | ------------------ | --------------- |
| 1928      | 18,1 %             | 17,8 %            | 4,0 %              | 2,6 %           |
| 1930      | 50,3 %             | 36,3 %            | 27,0 %             | 18,3 %          |
| 1932 (I)  | 68,4 %             | 59,8 %            | 51,0 %             | 37,4 %          |
| 1932 (II) | 65,3 %             | 57,5 %            | 46,7 %             | 33,1 %          |
| 1933      | 68,6 %             | 63,7 %            | 53,3 %             | 43,9 %          |

Während die deutschnationalen Bürgermeister Willy Schmedtje in Meldorf und Hermann Hadenfeldt in Heide bis 1938 bzw. 1937 im Amt blieben, wurde Büsums Bürgermeister Otto Johannsen am 13. März 1933 von einer Gruppe von SA- und SS-Männern unter Leitung von Karl Herwig seines Amtes enthoben.
In der Reichspogromnacht am 9./10. November 1938 überfielen Nationalsozialisten in Brunsbüttel den Geschäftsinhaber Franz Samter. Samter und dessen Sohn wurden in „Schutzhaft“ genommen. Die Heider SA-Standarte 85 war in der Reichspogromnacht maßgeblich an der Zerstörung der Synagoge in Friedrichstadt beteiligt.
In Gudendorf gab es ein Lager für Kriegsgefangene, das im April 1944 zum Sterbelager wurde. Mehr als 3000 sowjetische Kriegsgefangene starben dort.
Noch in den 1990er Jahren gestaltete sich die Aufarbeitung der Zeit des Nationalsozialismus in Dithmarschen schwierig. Seit 2005 wird mit Stolpersteinen der Opfer des Nationalsozialismus gedacht. 2005 und 2006 hat Gunter Demnig in Heide insgesamt sieben Stolpersteine verlegt. In Meldorf und in Burg (Dithmarschen) wurden 2008 und 2009 jeweils zwei weitere Stolpersteine installiert.
Im Zweiten Weltkrieg wurde Dithmarschen bis auf Luftangriffe auf den Hafen Brunsbüttel und die Erdölraffinerien in Ostermoor und Hemmingstedt von Kampfhandlungen weitgehend verschont. Nach der Befreiung vom Nationalsozialismus wurden Dithmarschen und Eiderstedt (zusammen damals unter 120.000 Einwohner) zum Internierungsgebiet der Alliierten für bis zu 400.000 Soldaten. Außerdem wurden zahlreiche Vertriebene im dünn besiedelten und weitgehend unzerstörten Schleswig-Holstein und damit auch Dithmarschen angesiedelt. Ungefähr 40 Prozent der Einwohner Dithmarschens stammten 1950 aus den ehemaligen deutschen Ostgebieten.
Am 1. Oktober 1932 wurden die Kreise Norder- und Süderdithmarschen zusammengelegt. Am 1. Oktober 1933 wurde diese Gebietsreform wieder rückgängig gemacht. In der Zeit des Nationalsozialismus wurden die alten Kirchspiele in einzelne unabhängige Gemeinden aufgeteilt. Seit dem 26. April 1970 besteht durch den Zusammenschluss der Kreise Norderdithmarschen und Süderdithmarschen wieder ein vereintes Dithmarschen.
In den letzten Jahrzehnten bestimmte vor allem die Wirtschaft das politische Bild. Dazu gehörten umfangreiche Infrastruktur- und Industrialisierungsmaßnahmen (Eidersperrwerk, geförderte Industrieansiedlung in Brunsbüttel) in den 1960ern und 1970ern. Seit den 1980ern versucht sich die Region auf den stattfindenden Strukturwandel umzustellen: Während die größtenteils gerade erst angesiedelte Industrie wieder abwandert, boomt die im Kreis hoch umstrittene Windenergie. Der Tourismus wird wichtiger; gleichzeitig aber kämpft Dithmarschen mit den sich ändernden Reisegewohnheiten der Deutschen, denen das Angebot in der Region oft nicht ausreicht.

## Flagge

Flagge des Kreises Dithmarschen

### Einwohnerstatistik
Die Einwohnerzahlen bis 1970 beziehen sich auf den Gebietsstand am 27. Mai 1970.
| Jahr            | Einwohner |
| --------------- | --------- |
| 1871 (1. Dez.)  | 75.199    |
| 1885 (1. Dez.)  | 77.347    |
| 1895 (2. Dez.)  | 82.037    |
| 1905 (1. Dez.)  | 87.145    |
| 1925 (16. Juni) | 95.832    |
| 1939 (17. Mai)  | 98.337    |
| 1950 (13. Sep.) | 175.761   |

| Jahr            | Einwohner |
| --------------- | --------- |
| 1961 (6. Juni)  | 128.980   |
| 1970 (27. Mai)  | 133.960   |
| 1987 (25. Mai)  | 127.883   |
| 2002 (30. Juni) | 137.349   |
| 2007 (31. Dez.) | 136.451   |
| 2012 (31. Dez.) | 132.965   |

### Konfessionsstatistik
Gemäß dem Zensus 2011 waren 64,6 % der Einwohner evangelisch, 4,5 % römisch-katholisch und 31,0 % waren konfessionslos, gehörten einer anderen Glaubensgemeinschaft an oder machten keine Angabe. Der Anteil der Protestanten und Katholiken an der Gesamtbevölkerung ist seitdem jährlich um rund einen Prozentpunkt gesunken.  Mit Stand 31. Dezember 2023 waren von den Einwohnern 50,8 % (68.917) evangelisch.

## Kultur

### Sprachen

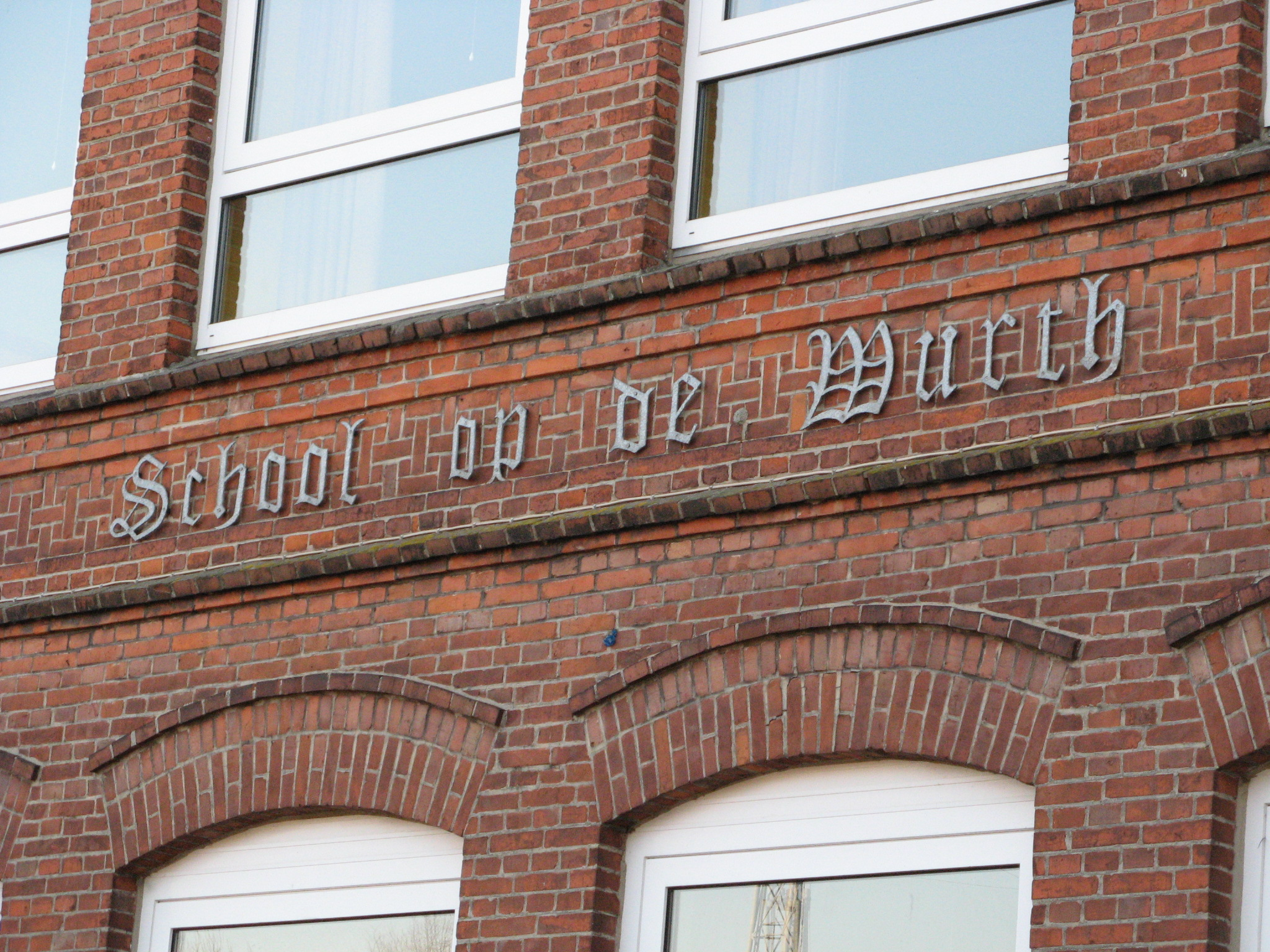
Schule Wöhrden mit plattdeutscher Beschriftung

In Dithmarschen werden im Alltag Hochdeutsch und Plattdeutsch (Niedersächsische Sprache) gesprochen. Bis in die 1950er/1960er Jahre hinein war Plattdeutsch die Alltagssprache, fast alle in dieser Zeit geborenen und aufgewachsenen Dithmarscher betrachten Plattdeutsch als ihre Muttersprache. Auch heute noch ist es weit verbreitet: in ländlicheren Gebieten eher als in städtischen, bei alten Menschen eher als bei Jüngeren.
Oft wird es nicht nur in der persönlichen Kommunikation oder beim geselligen Beisammensein gebraucht, sondern auch bei formelleren Anlässen wie Versammlungen oder Vereinssitzungen. Teilweise werden in kleineren Dörfern die Sitzungen des Gemeinderats auf Platt abgehalten, meist jedoch aus Rücksicht auf den Protokollführer auf Hochdeutsch. Ein durch Fernsehen und Rundfunk bekannter Dithmarscher Plattsprecher ist der in Hennstedt geborene Wilhelm Wieben († 2019) – der ehemalige Tagesschausprecher war vor allem durch plattdeutsche Lesungen und Hörbücher öffentlichkeitswirksam. Eine von zwei Tatort-Folgen, die jeweils untertitelt waren, spielte in Dithmarschen – der Anteil des Platts in den Dialogen wurde als zu hoch für das hochdeutsche Publikum angesehen.
Der in Heide geborene Klaus Groth war einer der Ersten, die ernste Literatur auf Plattdeutsch verfassten. Obwohl Plattdeutsch als Schriftsprache weiter verbreitet ist als in den meisten Regionen, ist hier jedoch eine sehr klare Dominanz des Hochdeutschen erkennbar.

### Traditionspflege

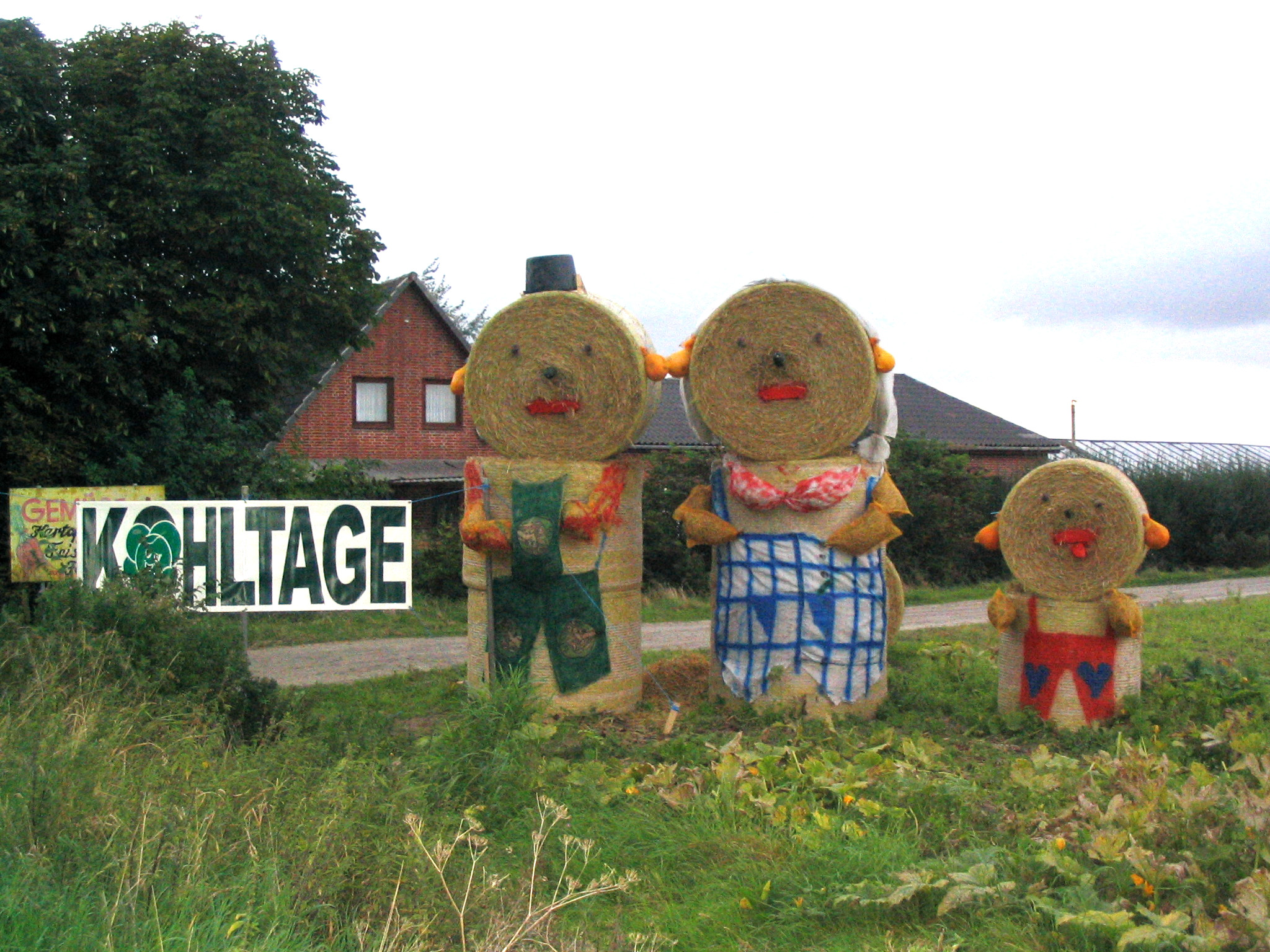
Werbung für die Kohltage

Während die Dithmarscher schon immer ein ausgeprägter Stolz auf ihre Geschichte kennzeichnete, wurden in den letzten Jahrzehnten zahlreiche Traditionen neu oder wiederbelebt. Zwischen idealistisch geleiteter Heimatpflege und dem Gedanken an die fördernde Wirkung für den Fremdenverkehr ist dabei kaum sauber zu trennen. Dabei entstehen weitgehend genuine Traditionsfortschreibung, ein neu entstandenes Patchwork verschiedener Traditionslinien und neuer Einrichtungen sowie gänzliche Neuerfindungen ohne historische Basis wie der Mittelaltermarkt in Heide. Seit der Schlacht in der Süderhamme ist der Feiertag von Dithmarschen der 5.  August, es wird in der Nacht von dem 4. Auf den 5. traditionell gefeiert.
In den ländlichen Gebieten gut gepflegte Traditionen sind Rolandreiten, Ringreiten, Kindervogelschießen und Boßeln. In Heide kommt einmal im Jahr das Hohnbeer-Fest hinzu, in Nordhastedt das Frunsbeer-Fest. In den letzten Jahrzehnten werden vor allem die Dithmarscher Kohltage als überregional interessantes Fest propagiert, in Büsum findet einmal jährlich eine Kutterregatta statt.

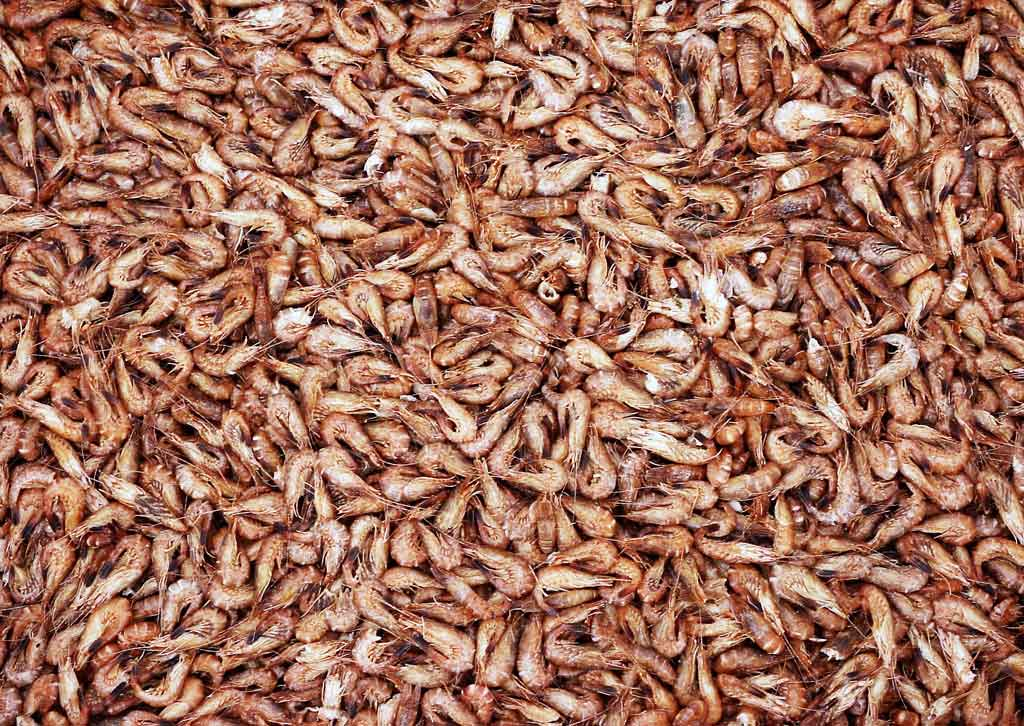
Nordseegarnelen

Traditionelle Gerichte sind Mehlbüdel und Schwattsuer, Buttermilchsuppe mit Klüten, Grünkohlsuppe oder Brotpudding und Krabben (Nordseegarnelen), seit dem späten 19. Jahrhundert Kohl. Hingegen werden Fische und Lammfleisch vor allem von Auswärtigen gegessen und zählen nicht zur traditionellen einheimischen Küche. Überregional kulinarisch bekannt ist der Name Dithmarschen vor allem durch das Dithmarscher Pilsener der Brauerei Karl Hintz in Marne.

### Museen

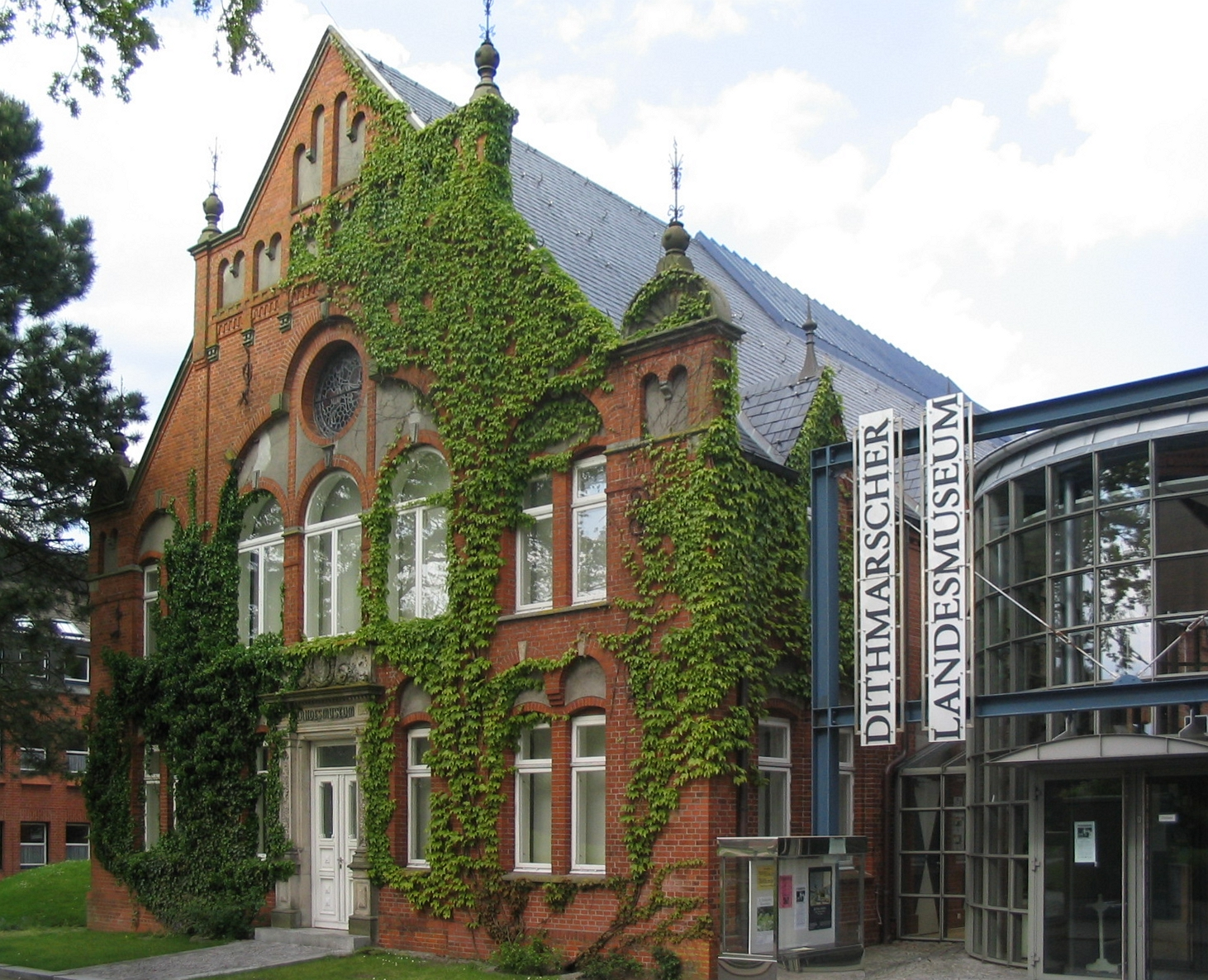
Dithmarscher Landesmuseum in Meldorf

Der Kreis Dithmarschen verfügt über zahlreiche Museen. Das Dithmarscher Landesmuseum in Meldorf besitzt zum einen eine Sammlung zu Meer/Küste/Deichbau als auch zur Bauernrepublik. Eindrucksvollster Ausstellungsgegenstand ist hier der Gerichtssaal aus dem Lundener Wohn- und Amtshaus des ersten Norderdithmarscher Landvogts Markus Swin. Zum anderen hat es sich auf Alltagsgeschichte spezialisiert und bietet beispielsweise Rekonstruktionen eines Schulzimmers, eines Zahnarztzimmers, eines Kinos etc. vom Anfang und der Mitte des 20. Jahrhunderts. Ebenfalls in Meldorf befindet sich das Schleswig-Holsteinische Landwirtschaftsmuseum, das Einblicke in das Landleben im norddeutschen Raum seit Ende des 19. Jahrhunderts gibt und Arbeitsplatz für viele Menschen mit Behinderung ist. In seiner unmittelbaren Nähe steht das Dithmarscher Bauernhaus, ein kleines Freilichtmuseum von 1907.
Das Hebbelmuseum in Wesselburen besitzt vor allem eine umfangreiche Forschungsbibliothek zum Dichter.

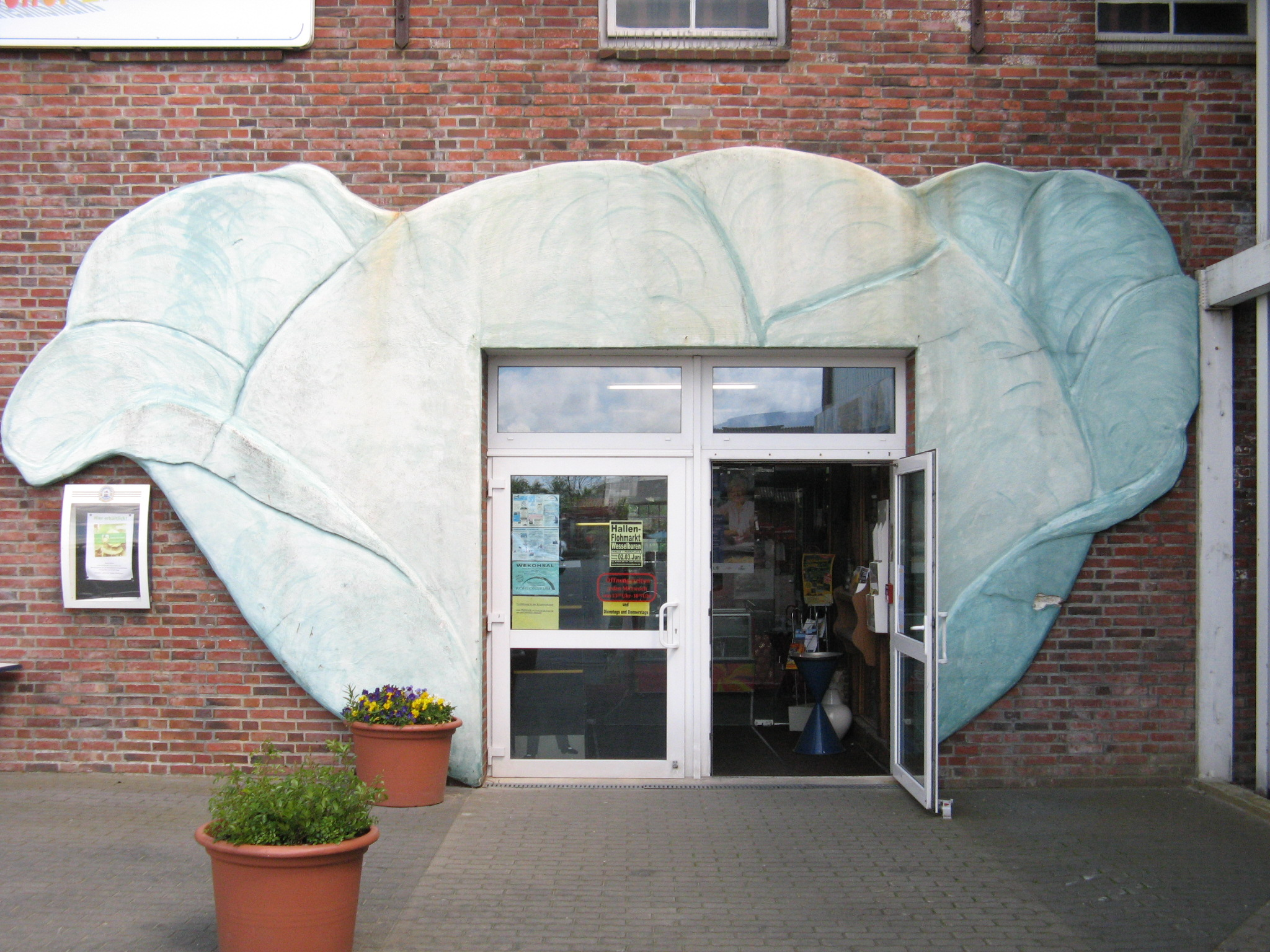
Eingang zum „Kohlosseum“ in Wesselburen

Der Museumshafen Büsum und das Museum am Meer in demselben Ort konzentrieren sich vor allem auf die Fischerei und die Geschichte des Tourismus in der Region. Das Klaus-Groth-Museum in Heide ist wieder so hergerichtet wie das Wohnhaus zu Lebzeiten des Dichters. Im Museum werden die umfangreiche Bibliothek des Dichters, eine große Musikaliensammlung, Handschriften und Dokumente aufbewahrt. Das Groth-Haus beherbergt außerdem eine im Aufbau befindliche Niederdeutsche Bibliothek. In Barlt erinnert das Frenssen-Haus an den Dichter. Weitere kleinere Museen sind beispielsweise das Freimaurermuseum in Sankt Michaelisdonn oder diverse kleinere Heimatmuseen.
Das Museum für Archäologie in Albersdorf und das Archäologisch-Ökologische Zentrum Albersdorf (AÖZA) – auch Steinzeitpark Dithmarschen genannt – visualisieren die Ur- und Frühgeschichte im Kreis. Auf einer Fläche von zirka 40 Hektar Größe wurde eine über 5.000 Jahre alte urgeschichtliche Kulturlandschaft mit all ihren Charakteristika wie verschiedenen Landschafts-, Siedlungs- und Grabformen gestaltet.
Hier gibt es diverse kleinere Museen: das NaTour Centrum und Museum Lunden – es widmet sich besonders der Eider-Treene-Sorge-Region – oder das Waldmuseum in Burg. Das Kohlosseum in Wesselburen widmet sich der Geschichte des Kohlanbaus. Direkt hinter der Kreisgrenze auf Eiderstedt liegt das Multimar Wattforum mit einer umfassenden Ausstellung zum Wattenmeer. Die Seehundstation in Friedrichskoog dient sowohl der Aufzucht der Seehunde als auch dem Tourismus.
Eine bekannte Gedenkstätte aus dem Spätmittelalter ist der Geschlechterfriedhof in Lunden. In Gudendorf befindet sich eine Gedenkstätte für die dort internierten und in Gefangenschaft verstorbenen sowjetischen Kriegsgefangenen.

### Architektur

#### Sakralbauten

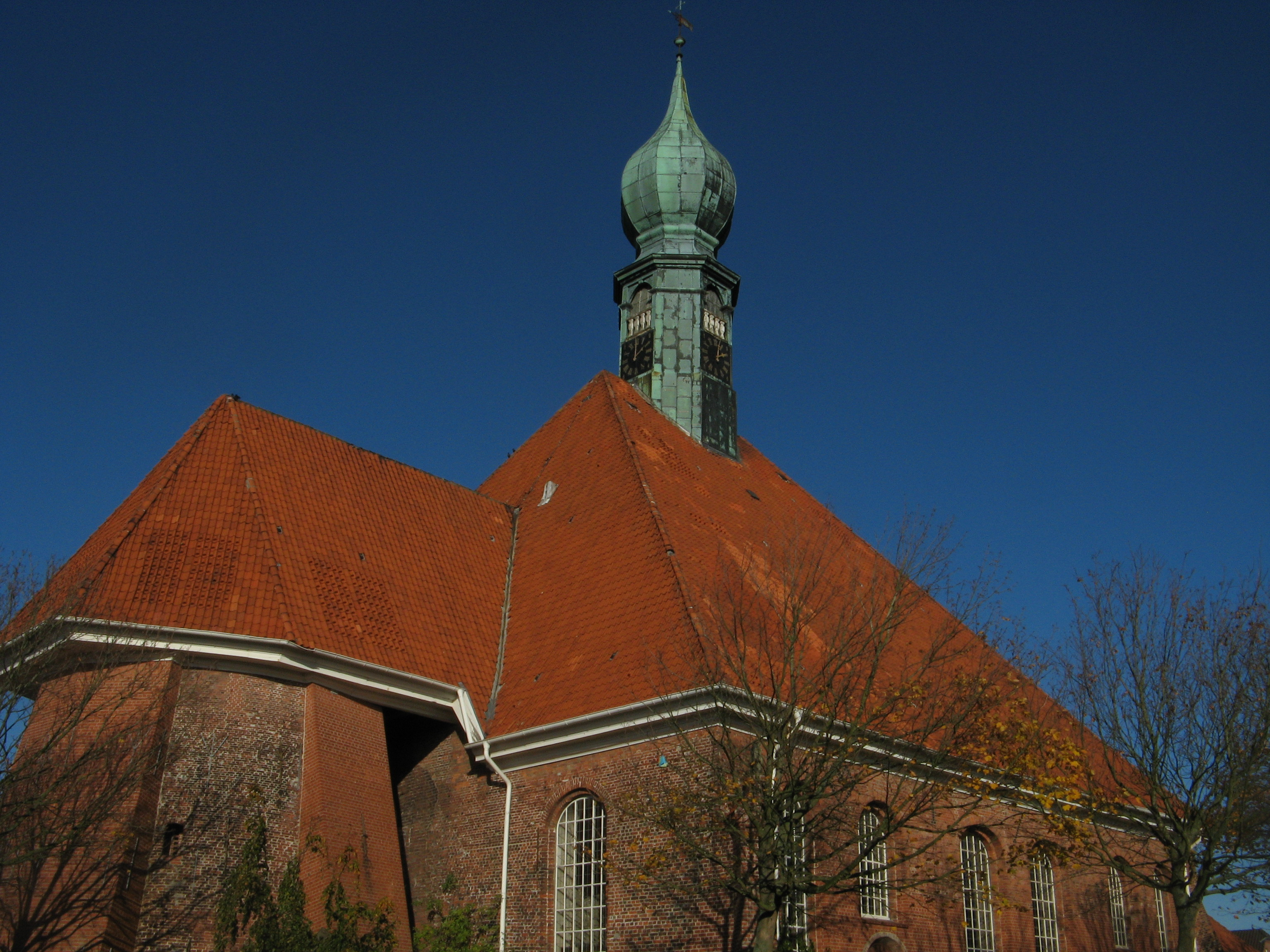
St. Bartholomäus, Wesselburen

Die Kulturlandschaft prägten lange Zeit die Kirchen. Gutshäuser und Schlösser wurden in der Bauernrepublik nie gebaut. Die wenigen Burgen spielten selbst zu ihrer Entstehungszeit nur eine geringe Rolle und sind seit langer Zeit bis auf die Erdwälle verfallen. Die Kirchen hingegen dominierten die Landschaft. Die Bauernrepublik organisierte sich in weitgehend autonomen Kirchspielen. Weltliche und geistliche Macht waren hier nicht getrennt. Somit waren die Kirchen nicht nur Zeichen geistiger, sondern auch weltlicher Macht. Für staatliche oder öffentliche Profanbauten, die wie in anderen Teilen Deutschland die städtebauliche Dominanz der Kirchen hätten angreifen können, gab es in Dithmarschen keinen Platz. Erst durch Integration in das Königreich Preußen 1867 wurden die Einflusssphären von kirchlicher und weltlicher Gemeinde getrennt.
Im flachen Marschland sind die Kirchturmspitzen oft über 10 Kilometer weit sichtbar. Dort liegen die Kirchen wie in Wesselburen, Marne oder Wöhrden in der Dorfmitte auf hohen Wurten. Die Straßen laufen auf sie zu, das Ortsbild erhält einen mittelalterlichen Charakter. In diesen Marschdörfern mussten wahrscheinlich Häuser auf der höchsten Wurt geräumt werden, um die Kirche zu errichten. In der Geest hingegen liegen die Gotteshäuser meist am damaligen Ortsrand oder in einer Reihe mit den Höfen. Diese Dörfer existierten schon eine längere Zeit vor dem Bau der ersten Kirche, das Dorfzentrum war bereits etabliert.
Wichtigste Kirche war der wegen seiner Bedeutung so genannte Meldorfer Dom. Zwischen dem 9. und dem 11. Jahrhundert stand in Meldorf die einzige Kirche Dithmarschens. Die Kirche, um die sich eine mittelalterliche Stadt gebildet hatte, blieb das wichtigste Verhandlungszentrum der Dithmarscher. Auch nachdem diese Funktion an Heide übergegangen war, blieb Meldorf die einzige Stadt mit einer überragenden regionalen Bedeutung. Die Reformation im Kreis ging ebenfalls 1524 von dieser Kirche aus. Im 13. Jahrhundert wurde der heutige Dom erbaut. In seinem Inneren findet sich noch die Architektur der Gotik aus den Jahren 1250 bis 1300. Die Gewölbemalereien aus der Zeit gehören zu den prächtigsten in Schleswig-Holstein und geben einen Einblick in den ehemaligen Reichtum der Bauernrepublik.
St. Jürgen in Heide entstand im 15. Jahrhundert. Aufgrund innerdithmarscher Streitigkeiten verlor Meldorf seinen Platz als zentraler Treffpunkt. Die Norderdithmarscher trafen sich ab 1447 auf der Heide, später tagte hier der Rat der 48 Regenten von ganz Dithmarschen. Der Kern der langgestreckten Saalkirche stammt aus dem 15. Jahrhundert. Ihre heutige Gestalt erhielt die Kirche vor allem 1724 durch den dreigeschossigen Spätrenaissanceturm vom Heider Baumeister Johann Georg Schott.
Die Bartholomäuskirche in Wesselburen wurde 1737/38 ebenfalls von Johann Georg Schott aus den Überresten älterer abgebrannter Kirchen (12. und 15. Jahrhundert) errichtet. Charakteristisch ist ihr in Schleswig-Holstein recht einmaliger Zwiebelturm. Auffallend am Barockbau sind die geschlossene Emporenloge unter der Orgel und der herzogliche Blaue Stuhl gegenüber der Kanzel.
Bemerkenswert sind weiterhin die Feldsteinkirche in Tellingstedt aus dem 12. Jahrhundert und die Kirchen in Hemme und Büsum mit ihren charakteristischen Geschlechterwappen in der Kirche.

#### Industriearchitektur

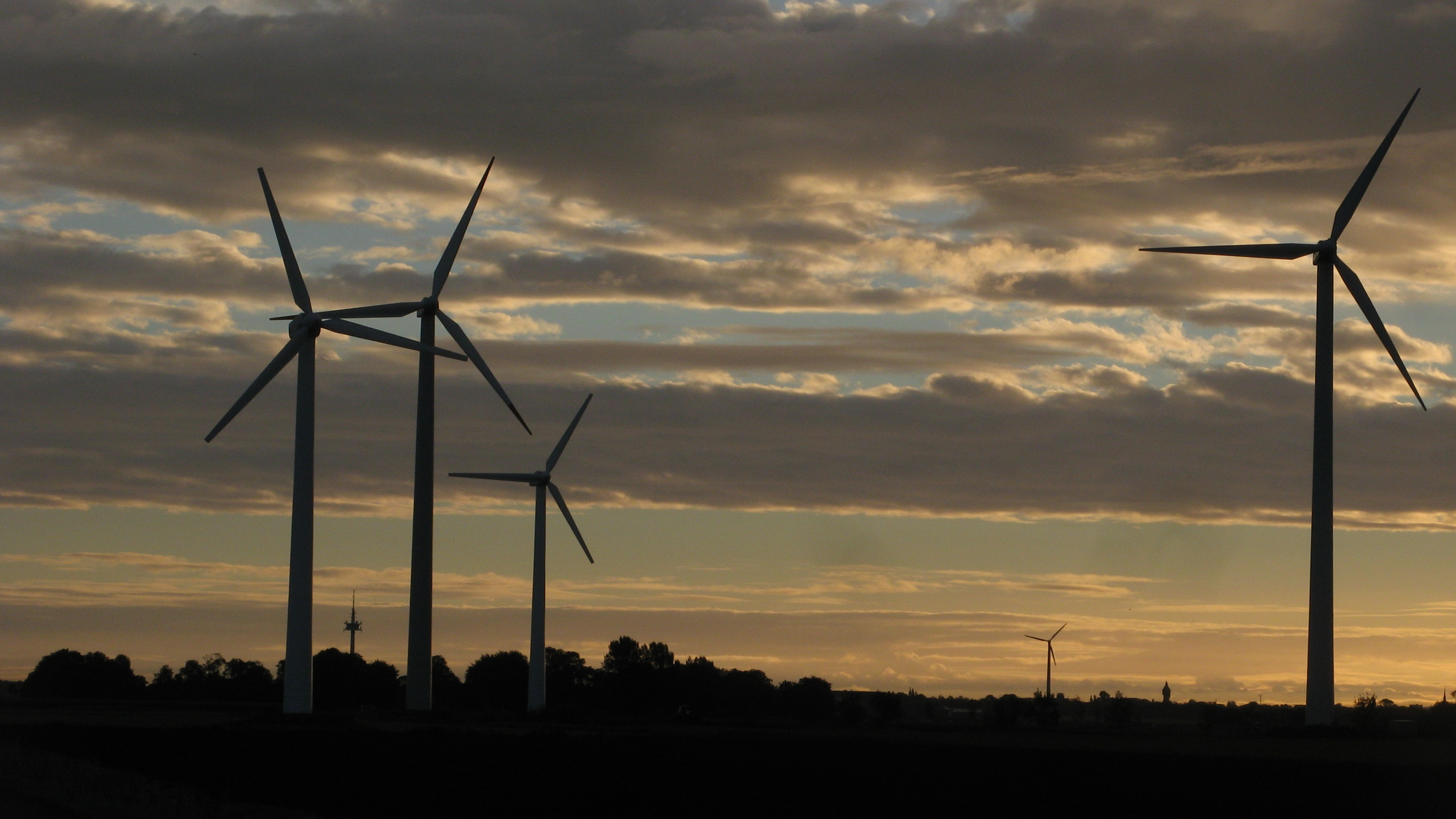
Windräder prägen weite Landgebiete. Im Hintergrund der Heider Fernsehturm

Im ländlich und bäuerlich geprägten Dithmarschen setzte die Industrialisierung erst relativ spät ein. Wichtigster Anlass hierfür war der Anschluss an das Eisenbahnnetz im späten 19. Jahrhundert. Die 1920 errichtete Eisenbahnhochbrücke Hochdonn stellt noch ein Zeugnis dieser Zeit dar. Ein Zeichen dieser frühen Modernisierung ist die ehemalige Zucker- und spätere Sauerkrautfabrik in Wesselburen, die ebenfalls aus dem späten 19. Jahrhundert stammt. Seit 1995 nicht mehr als Fabrik genutzt, beherbergt sie heute unter anderem einen Supermarkt, ein Fitnessstudio und die Kohlwerkstatt, in der in kleinem Maßstab Sauerkraut und ähnliches aus Weißkohl gewonnen wird. 2008 wurde dort das Spezialmuseum Kohlosseum eröffnet.
Die Verwendung der Windenergie bot sich schon länger an. Erhalten sind noch diverse Holländermühlen aus dem 19. Jahrhundert, beispielsweise in Meldorf, Westerdeichstrich oder der Bergholländer Anna von 1803 in Süderhastedt. Windenergieanlagen in der heutigen Form gab es hier früh. Weit vor dem allgemeinen Boom der Windenergie fertigte die Firma Köster aus Lohe-Rickelshof solche Anlagen. Sie gehörten jahrzehntelang zum Bild vieler Marschbauernhöfe. Eine Stahlwindturbine Adler von 1926 findet sich noch am Originalstandplatz in Süderwisch.
Erst in den letzten Jahrzehnten begannen Industriebauten das Landschaftsbild entscheidend mitzugestalten. Neben den mittlerweile allgegenwärtigen Windenergieanlagen sind dies vor allem die weit sichtbare Raffinerie in Hemmingstedt und die Industrieansiedlungen in Brunsbüttel.

### Film, Fernsehen und Hörfunk

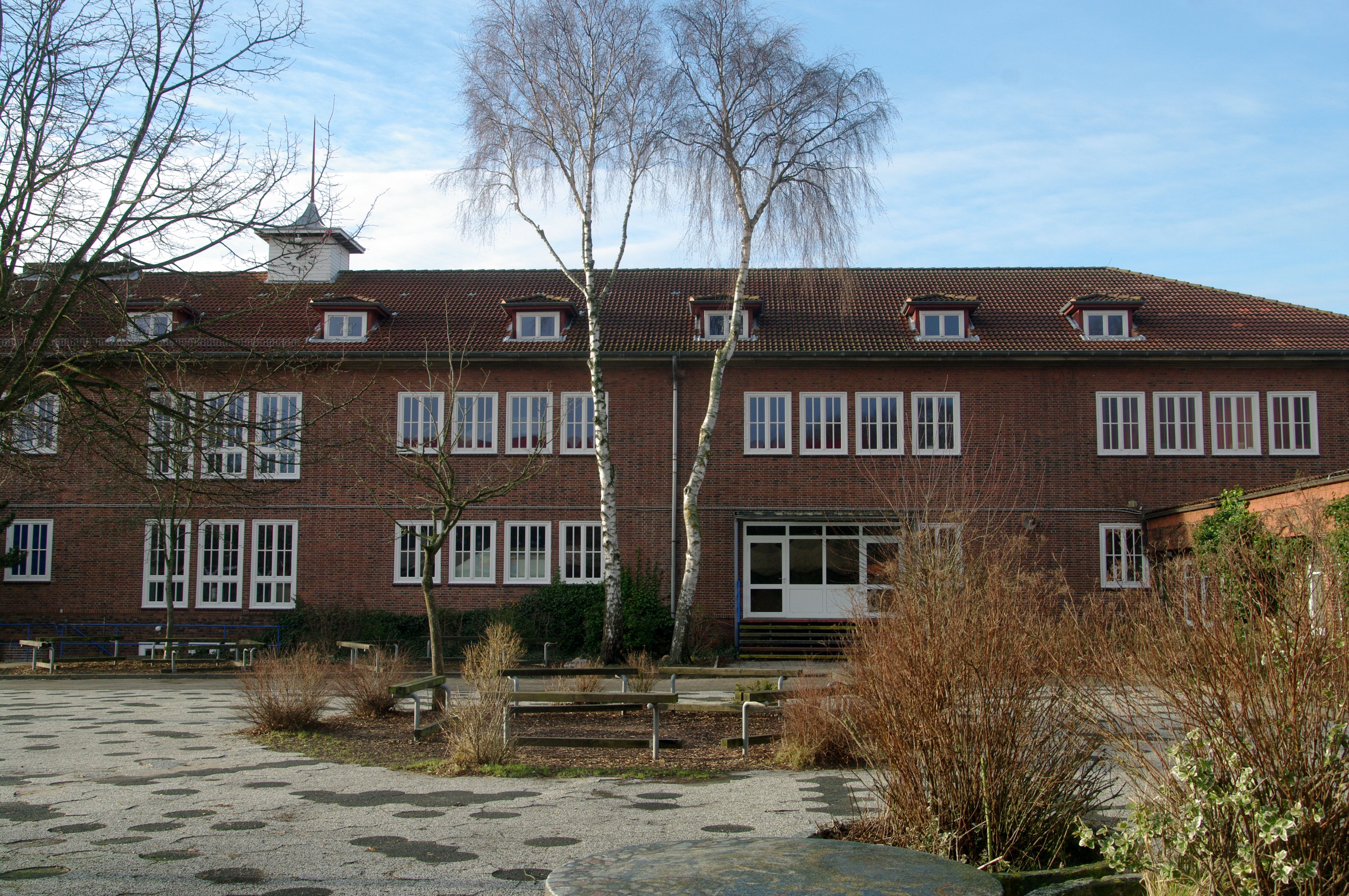
Friedrich-Hebbel-Schule Wesselburen. Drehort von Kartoffelsalat – Nicht fragen!

### Sport

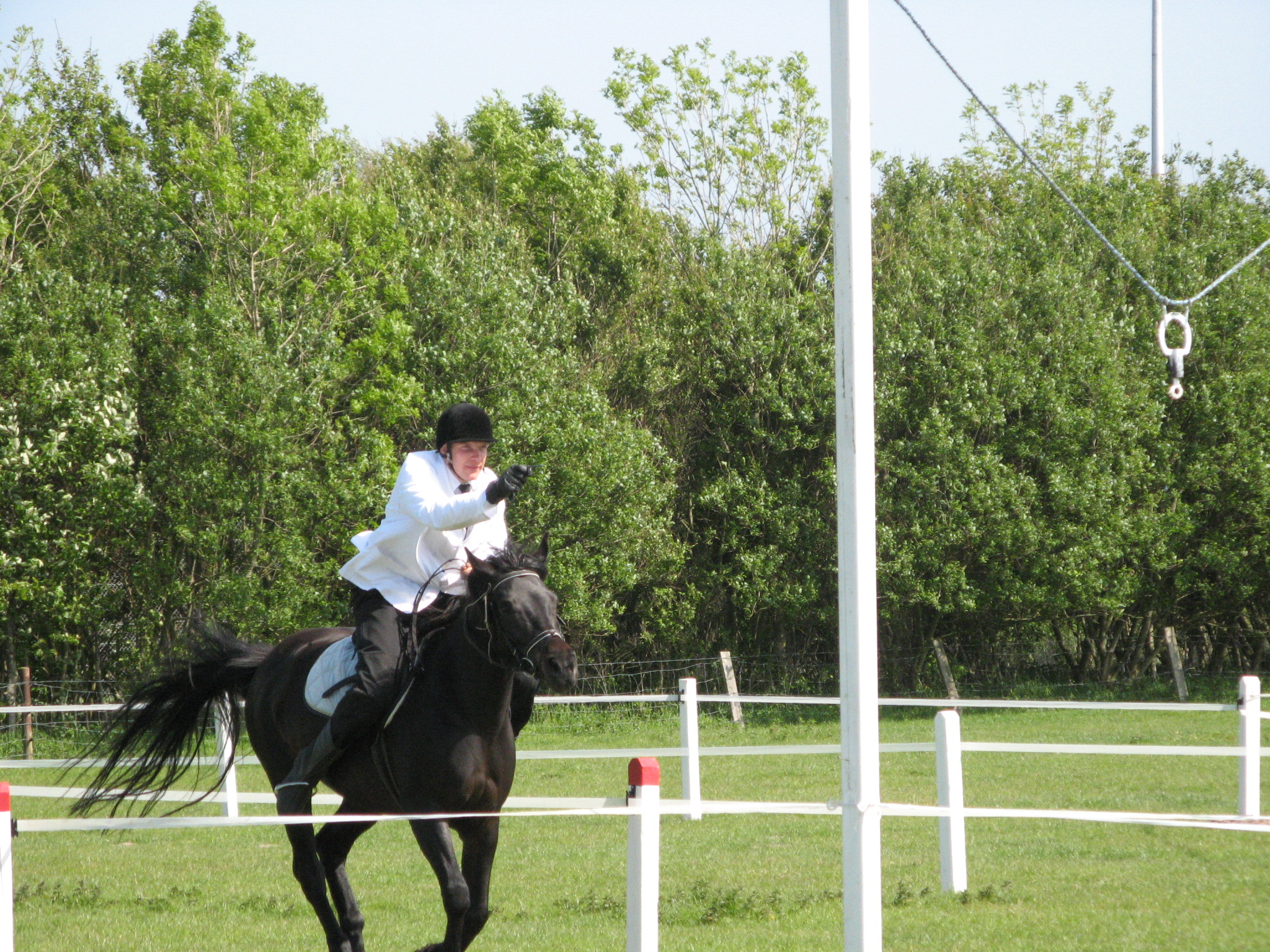
Ringreiten in Epenwöhrden

## Bevölkerung

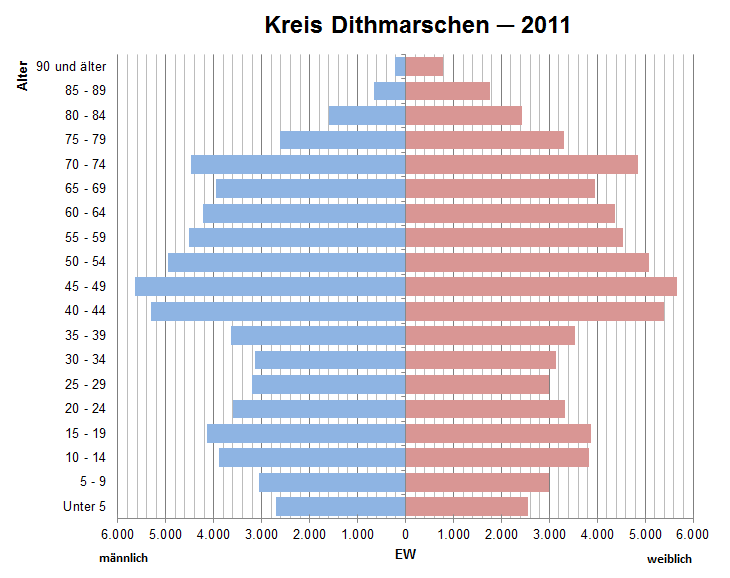
Bevölkerungspyramide für den Kreis Dithmarschen (Datenquelle: Zensus 2011)

### Landwirtschaft

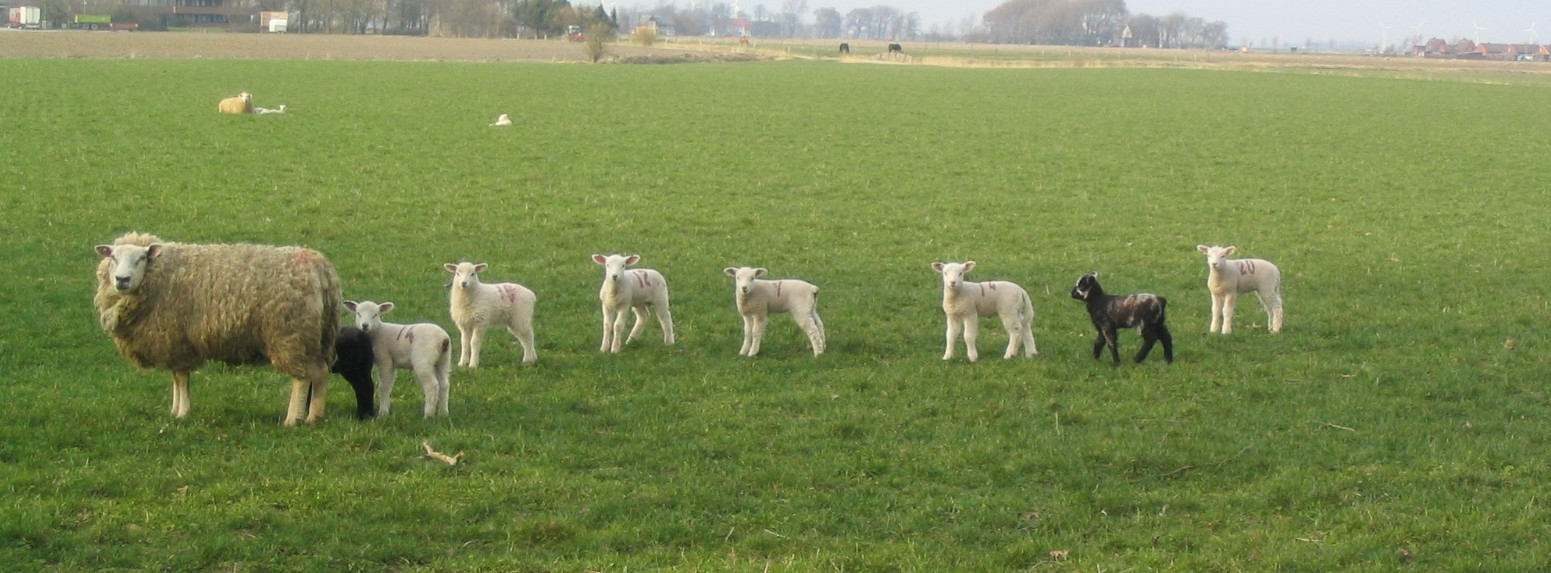
Lämmer im Wesselburenerkoog

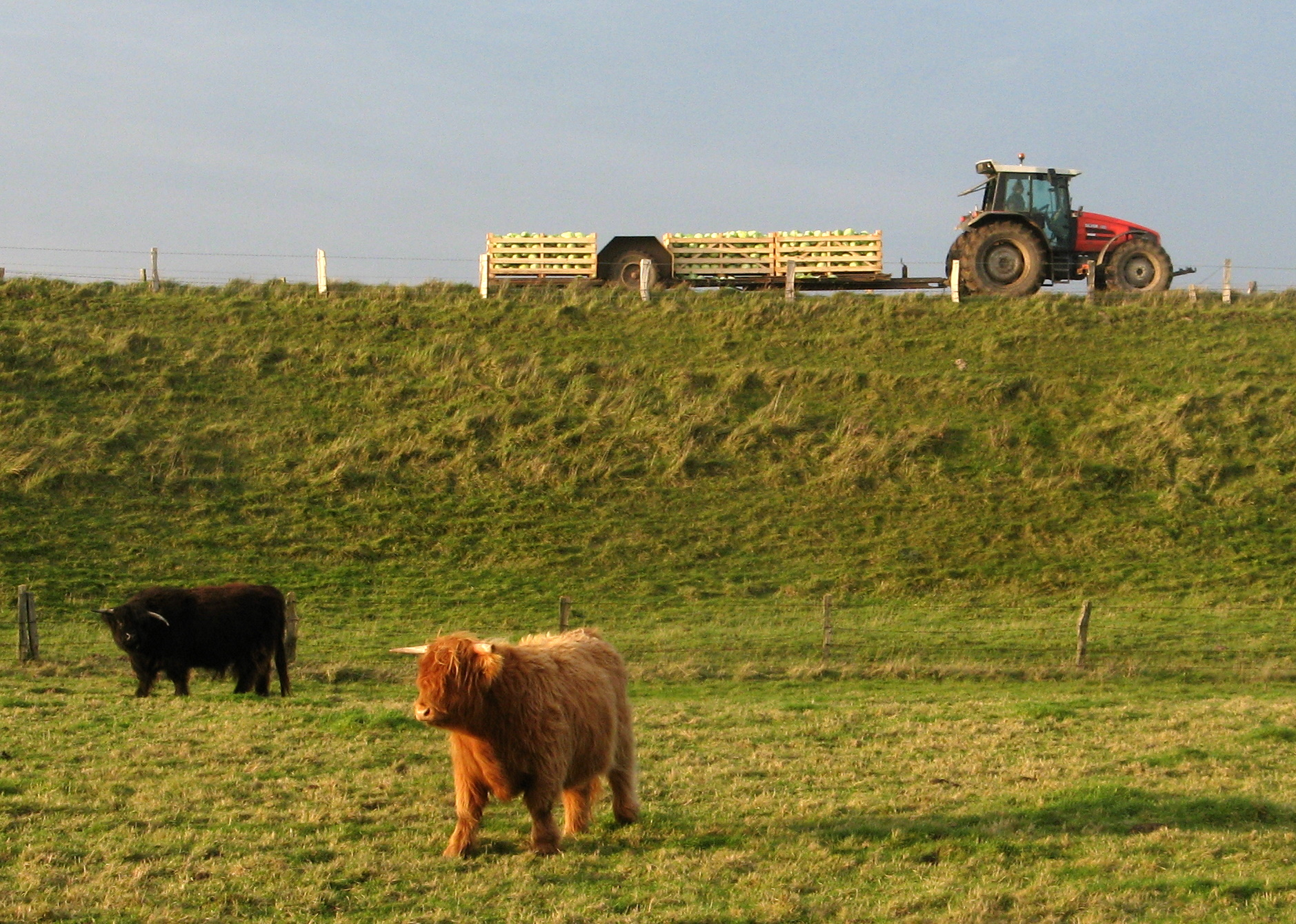
Kohlernte bei Westerdeichstrich

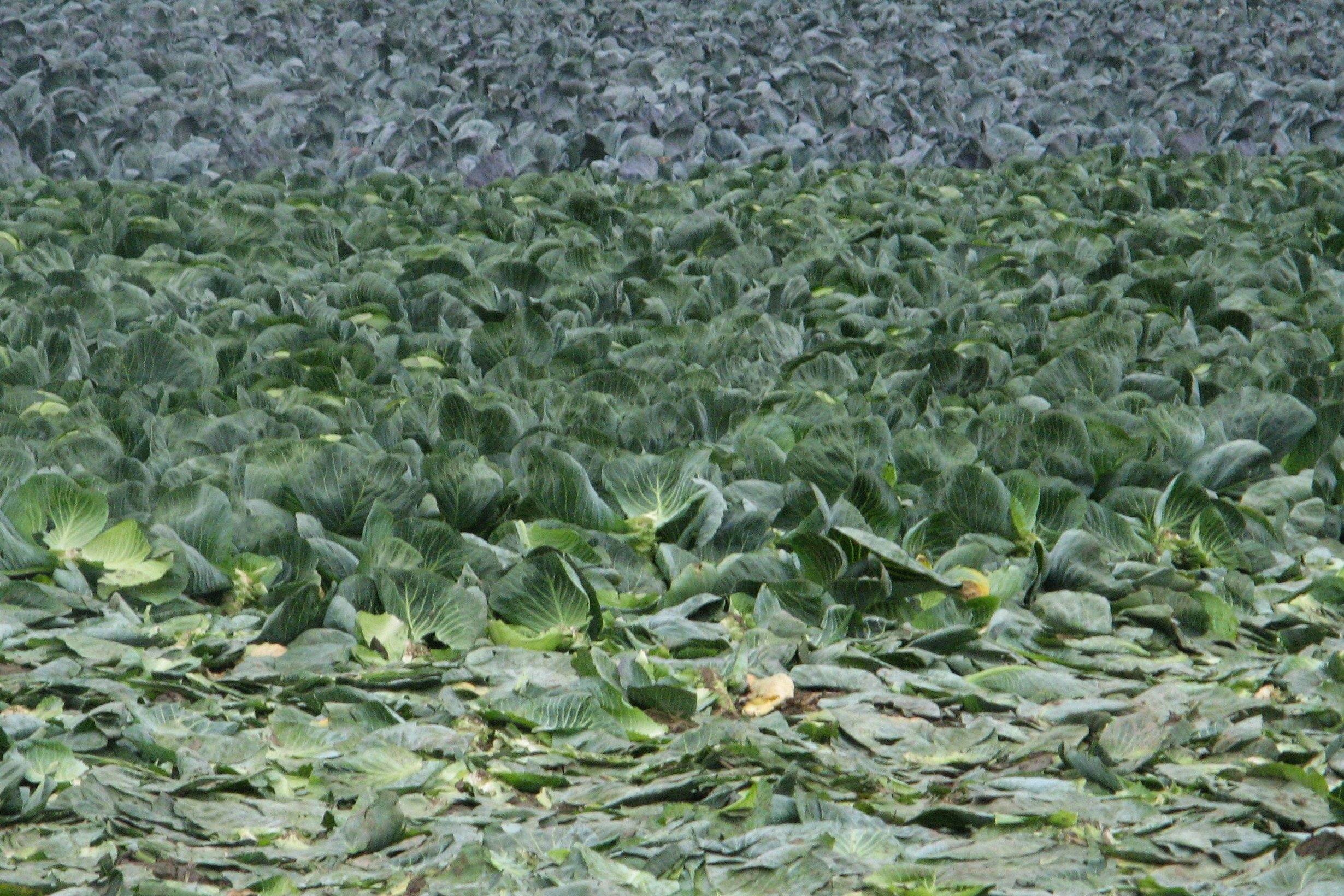
Teilweise abgeerntetes Kohlfeld bei Schülp

### Energiewirtschaft

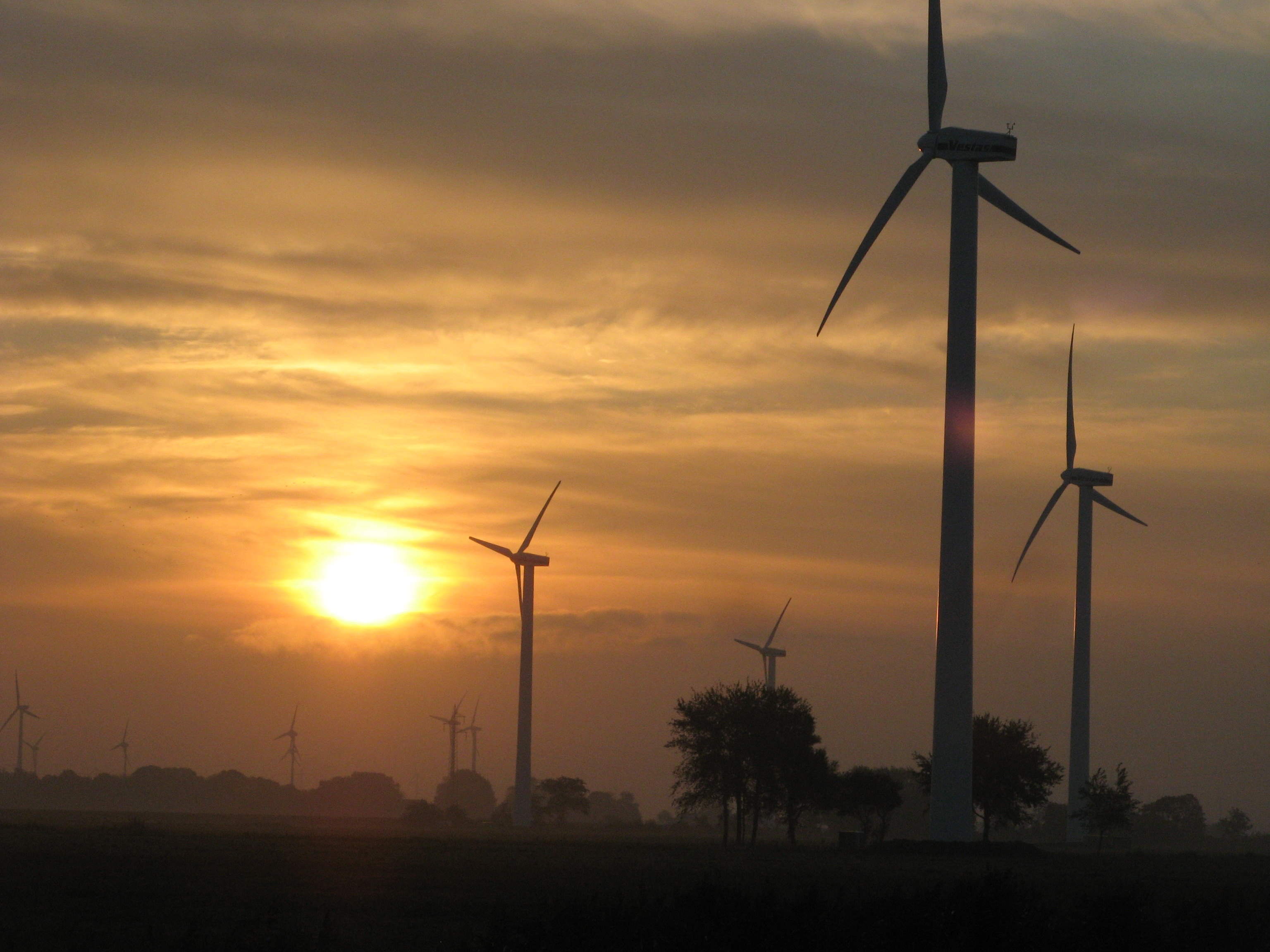
Windenergieanlagen bei Reinsbüttel

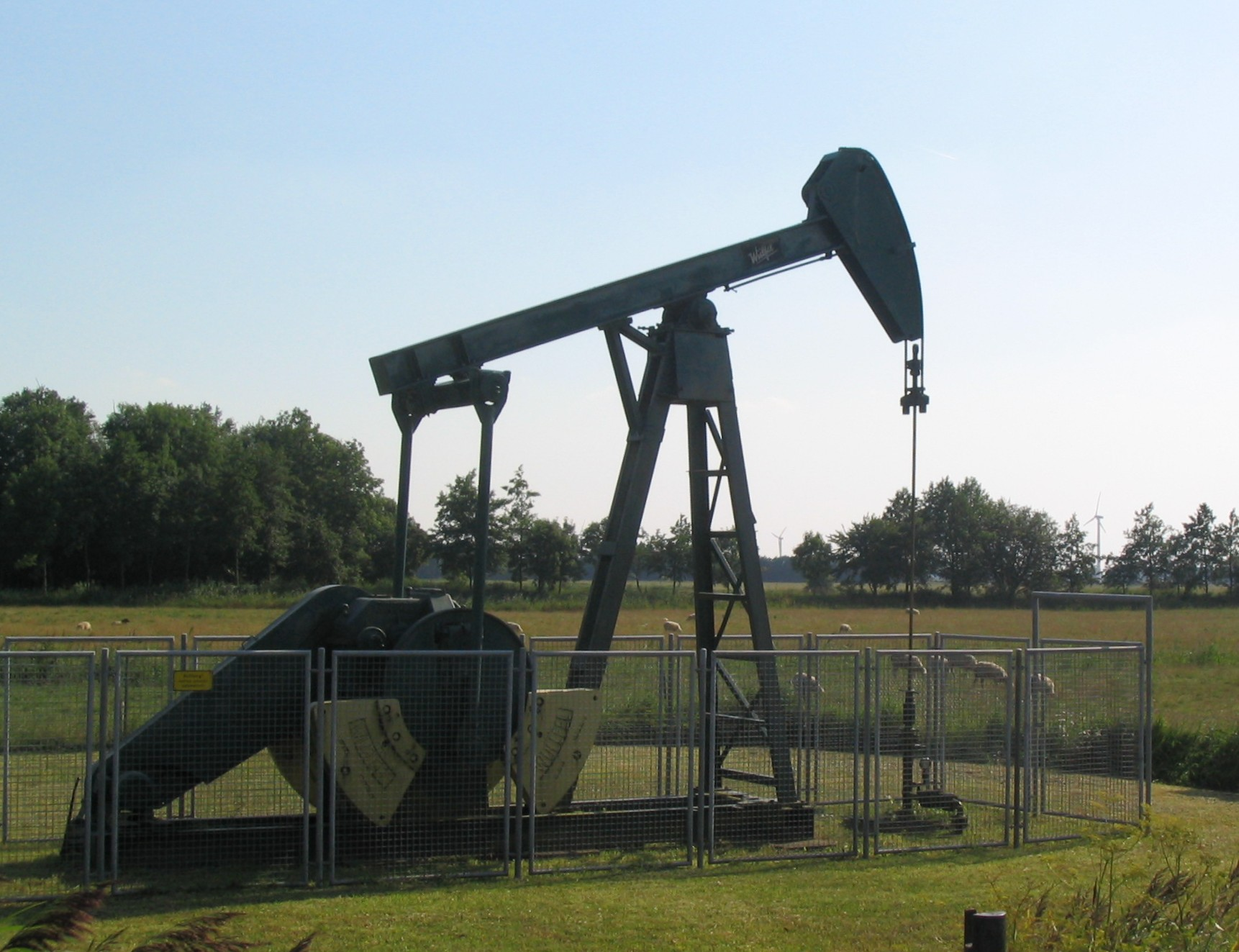
Alte Ölpumpe, Hemmingstedt

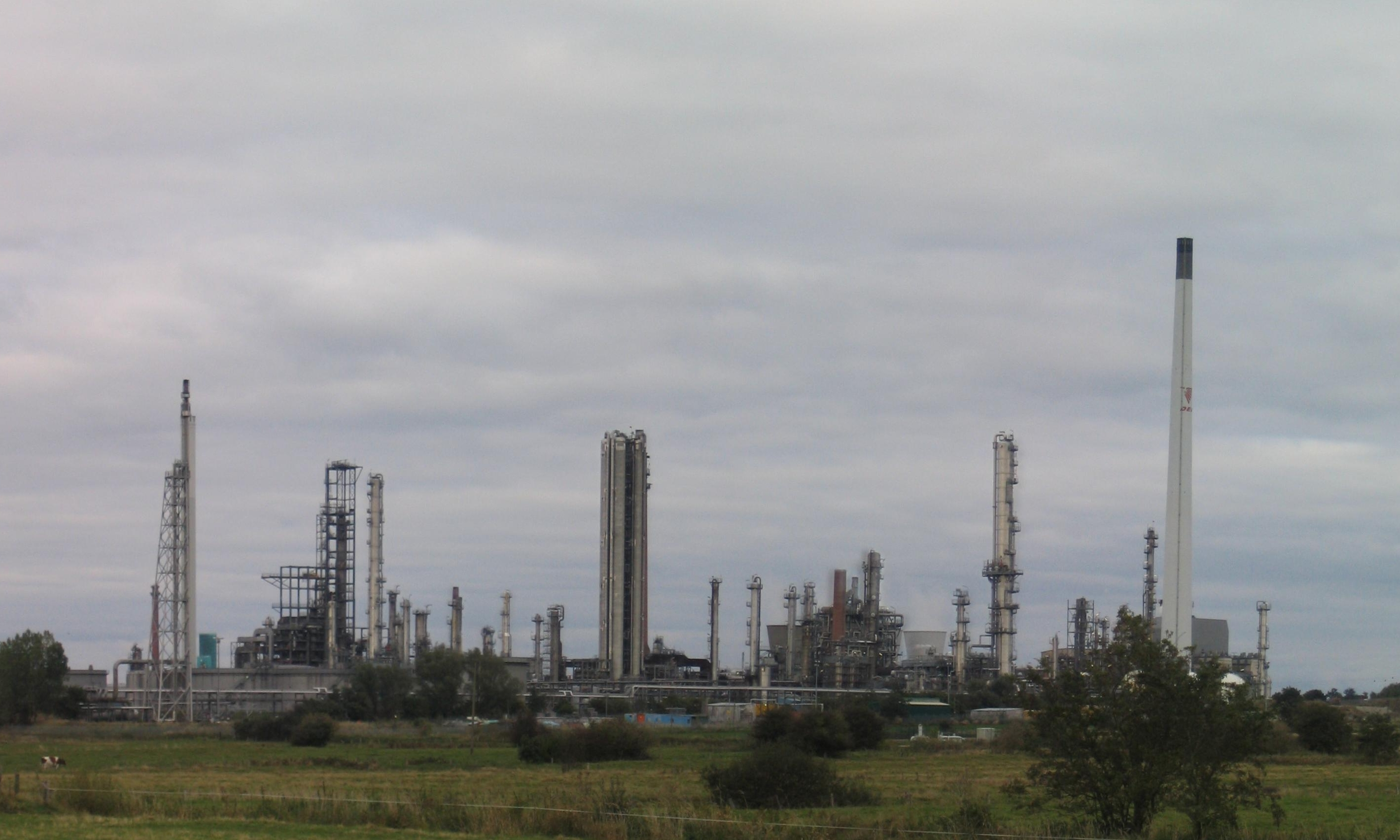
Raffinerie Hemmingstedt